# Kalendarium inwazji Rosji na Ukrainę – wrzesień 2022

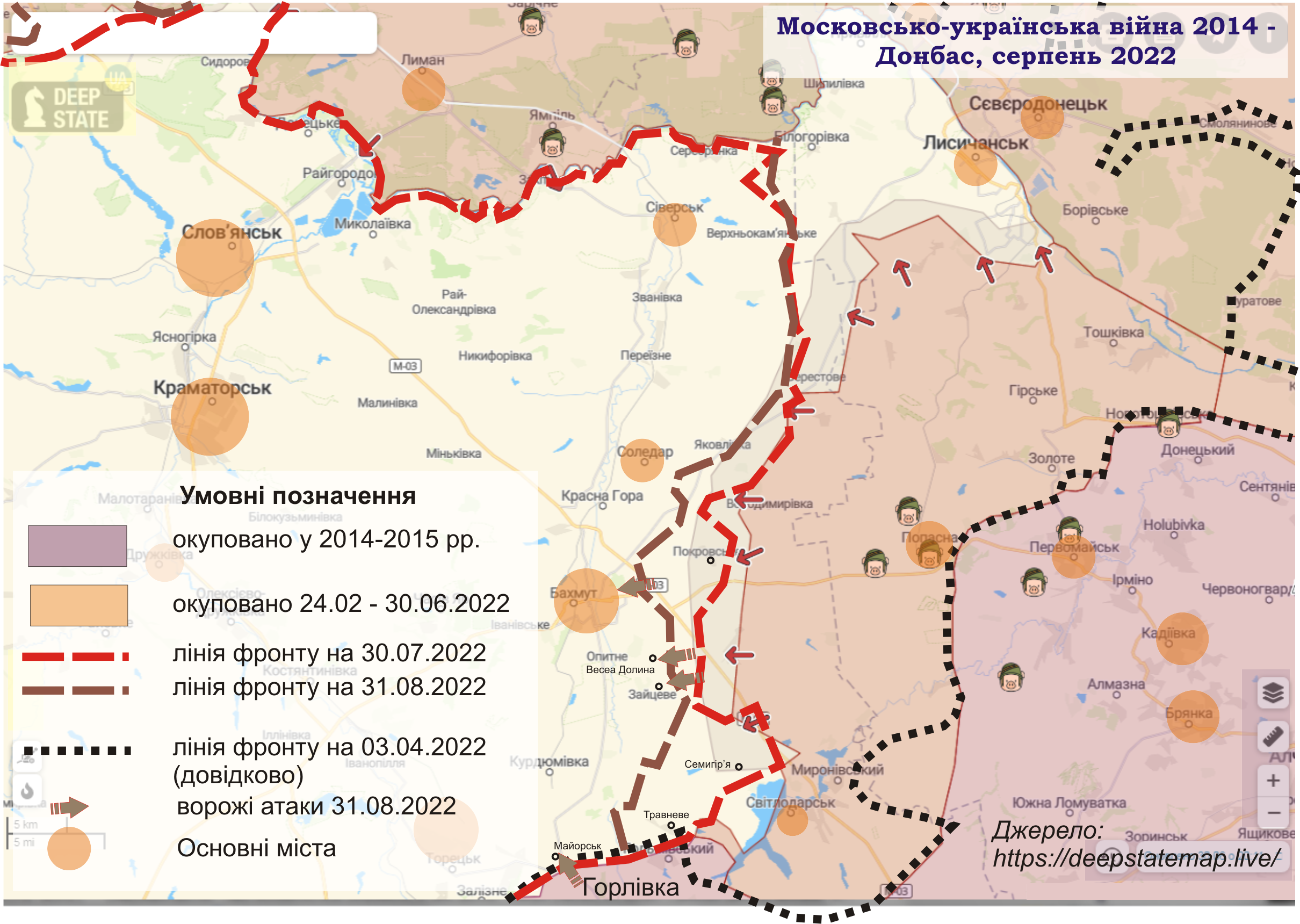
Północny Donbas w sierpniu 2022

| 2022        | 2023        | 2024        | 2025    |
| ----------- | ----------- | ----------- | ------- |
| —           | styczeń     | styczeń     | styczeń |
| luty        | luty        | luty        |         |
| marzec      | marzec      | marzec      |         |
| kwiecień    | kwiecień    | kwiecień    |         |
| maj         | maj         | maj         |         |
| czerwiec    | czerwiec    | czerwiec    |         |
| lipiec      | lipiec      | lipiec      |         |
| sierpień    | sierpień    | sierpień    |         |
| wrzesień    | wrzesień    | wrzesień    |         |
| październik | październik | październik |         |
| listopad    | listopad    | listopad    |         |
| grudzień    | grudzień    | grudzień    |         |

## Wrzesień 2022

### 1 września

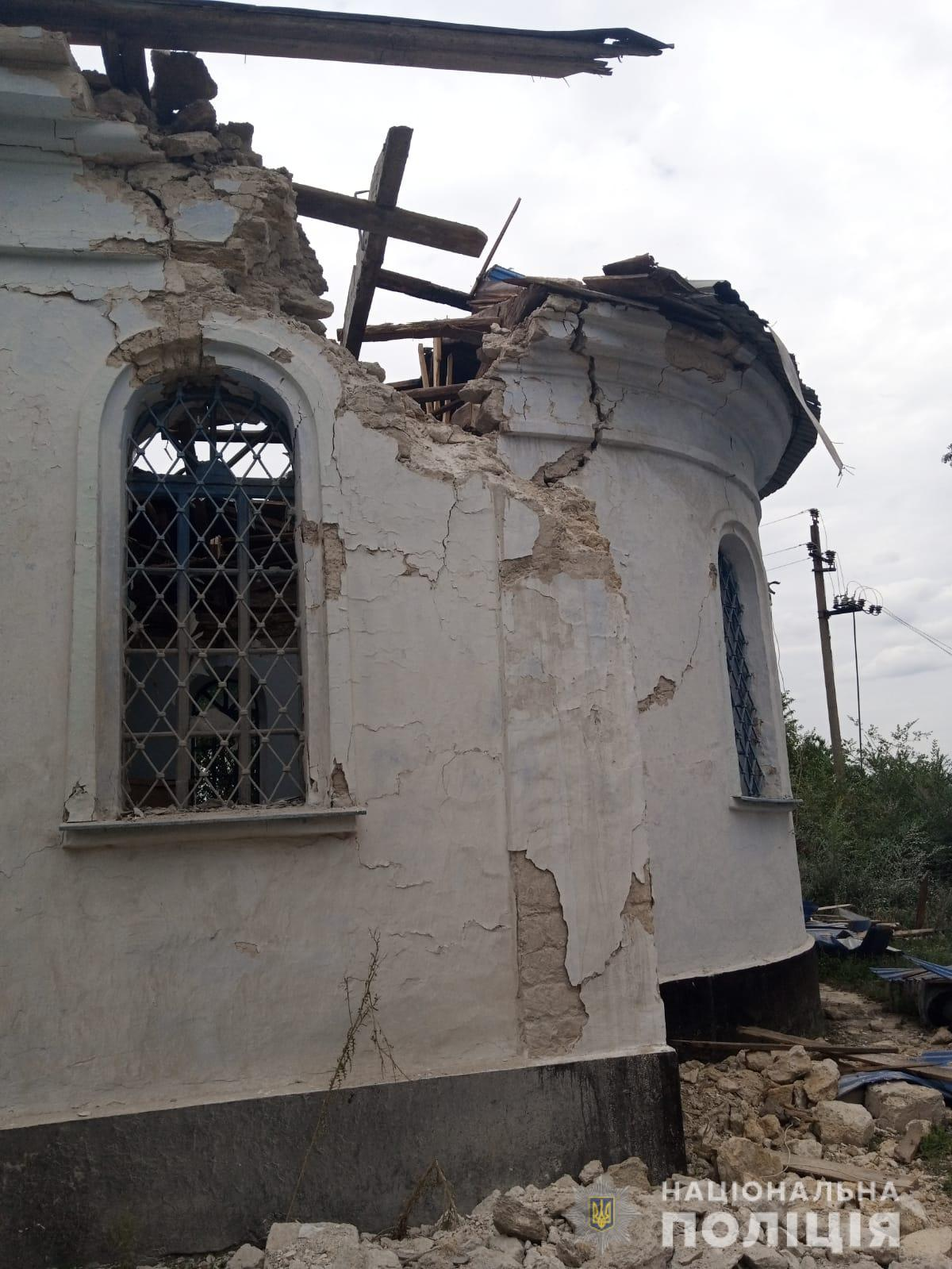
Kościół w Nowopawliwce w obwodzie chersońskim po rosyjskim ostrzale

Sztab Generalny Ukrainy podał, że odparto rosyjskie ataki na czterech odcinkach w Donbasie. Rosjanie atakowali w rejonie Dołyny na kierunku słowiańskim oraz w okolicach Bachmutu w kierunku Wesełoj Dołyny, Sołedaru, Bachmuckego i Zajcewego. Rosjanie przeprowadzili również nieudane ataki w rejonie Awdijiwki i na północny zachód od Doniecka w kierunku miejscowości Wodiane. Siły rosyjskie nadal koncentrowały się na zajęciu całego obwodu donieckiego oraz utrzymaniu zajętych terenów w obwodach charkowskim, ługańskim, chersońskim, zaporoskim i mikołajowskim. Później SG poinformował, że walki toczyły się głównie w obwodzie donieckim, a ataki rosyjskie koncentrowały się w pobliżu Bachmutu i Awdijiwki. We wsi Potiomkyne powstrzymano rosyjską ofensywę. Siły rosyjskie ostrzeliwały obiekty wojskowe i cywilne m.in. w obwodzie czernihowskim, sumskim i charkowskim. Z kolei siły ukraińskie w osadzie Nowosiniwka w obwodzie charkowskim zniszczyły magazyn paliwa, a w Tawrijśku zniszczono 20 sztuk sprzętu wojskowego. W ciągu ostatnich 24h ostrzelano 9 rosyjskich punktów dowodzenia oraz zniszczono pięć składów amunicji, w tym jeden w Melitopolu. Na południu i wschodzie kraju ukraińskie lotnictwo przeprowadziło 18 ataków na rosyjskie punkty dowodzenia, magazyny z amunicją i paliwem oraz zgrupowania wojsk. Według wojskowych sytuacja w regionie była trudna, jednak inicjatywa pozostawała po stronie ukraińskiej. Rosjanie koncentrowali się na utrzymaniu swoich pozycji, ostrzale artyleryjskim i atakach powietrznych. Z kolei ukraińska artyleria ostrzelała 9 rosyjskich punktów dowodzenia, 2 przeprawy promowe, dwa stanowiska operatorów dronów i baterie obrony przeciwlotniczej. Zniszczono 6 rosyjskich czołgów, haubicę, wyrzutnię BM-21 Grad, samobieżny moździerz i 8 BWP.
Zarówno strona ukraińska, jak i rosyjska poinformowały o walkach w mieście Enerhodar, sąsiadującym z Zaporoską Elektrownią Jądrowa. Tego samego dnia zespół inspektorów z MAEA dotarł do elektrowni na co najmniej kilkudniowy pobyt. Rosyjscy okupanci elektrowni pozwolili tylko wybranym rosyjskim dziennikarzom na publikowanie relacji na temat inspekcji elektrowni jądrowej.
Według ISW prezydent Władimir Putin nakazał zajęcie obwodu donieckiego do 15 września 2022 roku, jednak w tym wydłużonym czasie Rosjanie prawdopodobnie nie będą w stanie tego osiągnąć. Zastępca szefa głównego zarządu operacyjnego SG Ukrainy Ołeksij Hromow stwierdził, że Rosjanie przegrupowywali wojska w obwodach ługańskim i donieckim, aby zwiększyć swoją obecność na zachód od Doniecka. Według niego planowali wznowienie ofensywy w obwodzie donieckim. Z kolei z nagrań Radia Swoboda wynikało, że siły rosyjskie zareagowały na ukraińską kontrofensywę w obwodzie chersońskim, kierując konwoje na południe Ukrainy poprzez most nad Cieśniną Kerczeńską. Tymczasem Ukraińcy atakowali rosyjskie węzły logistyczne i kluczowe pozycje w obwodzie chersońskim, wspierając trwającą kontrofensywę na południu. Z kolei siły rosyjskie przeprowadziły ataki na północny zachód od Słowiańska, na południe i północny wschód od Bachmutu oraz na północny i południowy zachód od Doniecka. Dodatkowo Rosjanie nie poczynili postępów w podejściu do Siewierska ani do drogi Słowiańsk–Bachmut od czasu zdobycia Lisiczańska w lipcu br. Na początku sierpnia osiągnęli niewielkie postępy wokół Awdijiwki, jednak później utknęli na zachód od Doniecka. Ponadto władze rosyjskie w coraz większym stopniu zdawały sobie sprawę, że nie będą w stanie przeprowadzić referendów na zajętych obszarach z powodu niepowodzeń wojskowych Rosji i ciągłego oporu ukraińskiego. Z kolei OSW podał, że główne walki toczyły się w Donbasie. Ukraińcy powstrzymali atak na Bachmut oraz miejscowości na południowy wschód od niego oraz na północ od Gorłówki. Trwały walki o kontrolę nad Kodemą. Niepowodzeniem zakończyły się rosyjskie ataki na północ i zachód od Doniecka. Na południowy zachód od miasta Rosjanie przecięły drogę Pawliwka–Marjinka, zostali jednak powstrzymani na północny wschód od Wuhłedaru. Odparto także natarcie na zachód od Słowiańska. Siły rosyjskie kontynuowały też próby przełamania pozycji ukraińskich na północ od Słowiańska. Walki toczyły się także na granicy obwodów chersońskiego i dniepropetrowskiego, gdzie odparto rosyjski atak. Rosyjska artyleria kontynuowała ostrzał pozycji ukraińskich wzdłuż linii frontu; poza rejonami walk celem był Charków, Mikołajów, Słowiańsk i Kramatorsk, rejony krzyworoski i nikopolski oraz miejscowości w okolicy Zaporoża. Aktywność artylerii i lotnictwa ukraińskiego skupiała się na obwodzie chersońskim, gdzie głównym celem było zaplecze logistyczne Rosjan.

### 2 września

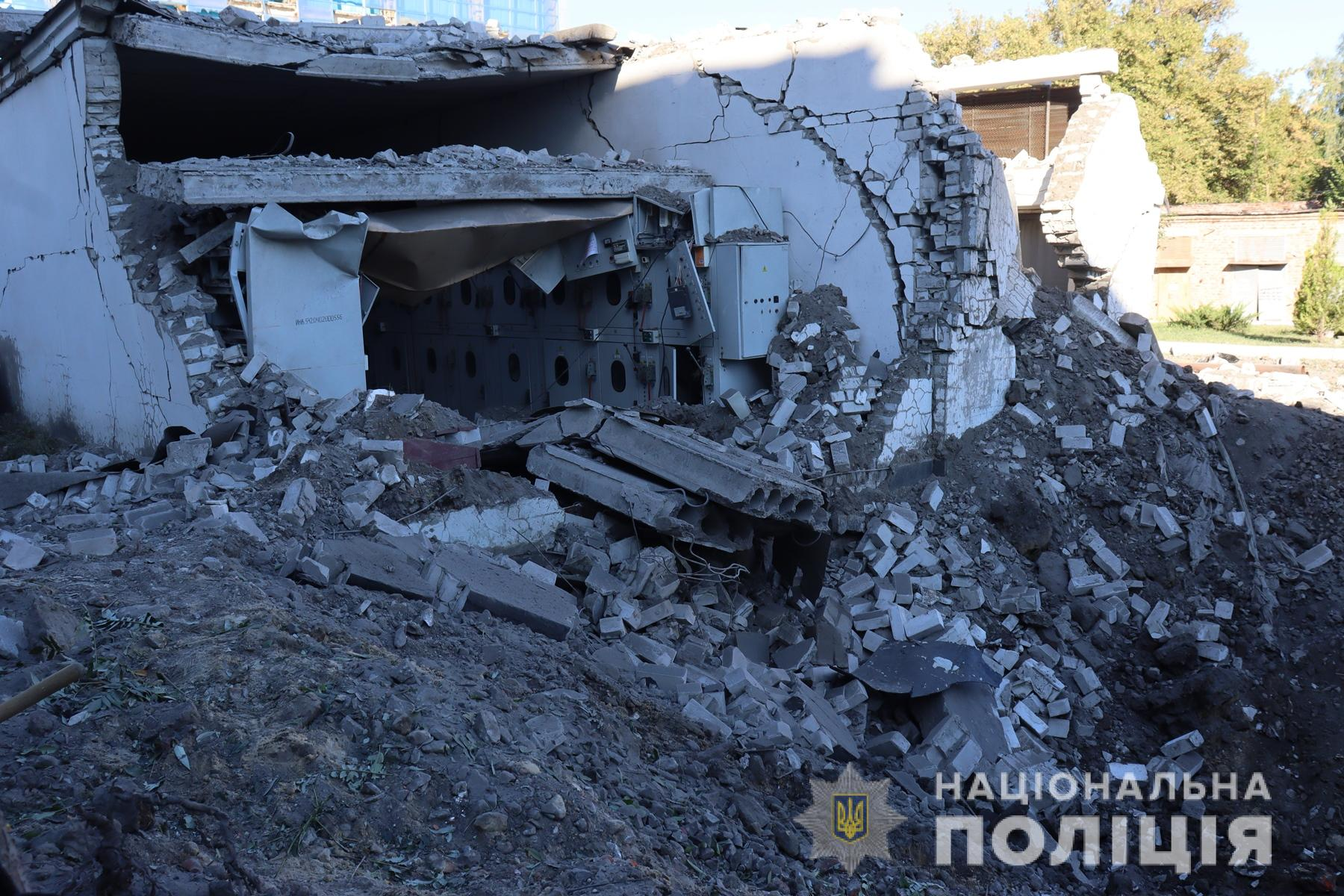
Kompleks sportowy Lokomotiv w Charkowie po rosyjskim uderzeniu rakietą S-300

Według SG Ukrainy stwierdził, że dokonano ostrzału w rejonie Enerhodaru i Chersonia na południu kraju, niszcząc trzy systemy artyleryjskie Rosjan. Później Sztab podał, że odparto rosyjskie ataki w okolicy Bachmutskego, Kodemy, Zajcewego, Awdijiwki, Marjinki i Wremiwki w obwodzie donieckim. Odparto ataki w obwodzie chersońskim w rejonie Wysokopilli i Potiomkyne. Rosjanie w ciągu ostatnich 24h przeprowadzili sześć ataków rakietowych i 20 lotniczych, atakując cele wojskowe i cywilne oraz kontynuowali ataki wzdłuż całej linii frontu. Z kolei lotnictwo ukraińskie przeprowadziło ok. 40 lotów dla wsparcia sił lądowych, niszcząc m.in. kilka punktów dowodzenia i magazyn z amunicją. Na południu kraju trwały walki pozycyjne. Według Ukrinform w ciągu ostatniej doby Ukraińcy atakowali tam rosyjskie szlaki logistyczne, w tym most pontonowy na Dnieprze oraz zabili 106 żołnierzy i zniszczyli ok. 60 sztuk sprzętu, w tym w tym 14 czołgów T-72 i T-62, haubicę Msta, dwie wyrzutnie BM-27 Uragan, trzy haubice 152 mm, system moździerzowy, dwa drony i 35 transporterów opancerzonych. Siły ukraińskie zaatakowały także punkt dowodzenia i obserwacji rosyjskiej 205. Samodzielnej Brygady Zmechanizowanej w Snihuriwce, przeprawę pontonową koło Kozackiego, trzy składy amunicji oraz dwa punkty zaopatrzenia. Ukraińskie armia poinformowała, że zniszczono pięć rosyjskich składów amunicji w obwodzie chersońskim i jeden w Melitopolu.
Brytyjskie Ministerstwo Obrony podało, że od 29 sierpnia 2022 roku SZ Ukrainy prowadziły ofensywę na południu kraju, atakując na szerokim froncie na zachód od Dniepru i koncentrując się na trzech osiach w obrębie zajętego przez Rosjan obwodu chersońskiego. Operacja miała ograniczone cele, jednakże Ukraińcy osiągnęli pewien stopień zaskoczenia taktycznego, wykorzystując słabą logistykę, administrację i dowodzenie w armii rosyjskiej. Z kolei ISW poinformowało, że niezależne sondaże przeprowadzone przez Centrum Lewady wykazały, że większość Rosjan nadal popierało rosyjską inwazję na Ukrainie (76% popierało rosyjskie działania). Ukraińscy urzędnicy podali, że w południowym i centralnym obwodzie chersońskim trwały walki pozycyjne, a siły ukraińskie nadal atakowały rosyjskie węzły logistyczne i linie komunikacyjne, z kolei siły rosyjskie próbowały jak najszybciej wzmocnić pozycje na południowym froncie, przekierowując wojska z rosyjskich tyłów w Donbasie i na Krymie. Rosjanie przeprowadziły także ataki na południe i północny wschód od Bachmutu oraz wzdłuż zachodnich i północnych przedmieść Doniecka.

### 3 września
Sztab Ukrainy podał, że siły rosyjskie w dalszym ciągu koncentrowały na zajęciu całego obwodu donieckiego i utrzymanie okupowanych terenów na południu kraju. W obwodzie donieckim trwały działania ofensywne na kierunku Słowiańska i Bachmuta. W obwodach zaporoskim i chersońskim zajętych przez siły rosyjskie „wzmocnili reżim administracyjny i policyjny w miejscowościach na brzegu Dniepru i ochronę linii brzegowej”. Z kolei lotnictwo ukraińskie w ciągu ostatniej doby zabiło dużą ilość żołnierzy rosyjskich oraz zniszczyło sprzęt bojowy i środki obrony przeciwlotniczej „na kierunku Doniecka i Bugu”. Ponadto według źródeł ukraińskich firmy państwowe w Rosji otrzymały zalecenia dotyczące naboru ochotników na wojnę; m.in. koleje państwowe miały znaleźć wśród swych pracowników cywilnych do 10 tys. ochotników na krótkoterminowe kontrakty.
Według brytyjskiego MON Rosjanie nadal mieli problemy z morale i dyscypliną. Żołnierze prócz zmęczenia i wysokich strat zmagali się również z problemami z żołdem, który w przypadku wojny na Ukrainie był prawdopodobnie niewypłacany. Zdaniem Ministerstwa przyczyniły się do tego niewydolna biurokracja, nietypowy status prawny wojny na Ukrainie i korupcja wśród dowódców. Ponadto rosyjska armia nie zapewniała podstawowych należności żołnierzom na Ukrainie, w tym umundurowania, broni, żywności i wynagrodzenia, co przekładało się na słabe morale wśród oddziałów. W opinii ISW ukraińska armia nie robiła zdecydowanych postępów podczas trwającej kontrofensywy, ponieważ ich celem było metodyczne wykrwawienie rosyjskich sił i logistyki na południu kraju, a nie natychmiastowe odzyskanie dużych obszarów zajętego terytorium. Ołeksij Arestowycz stwierdził, że celem sił ukraińskich na południu było „systemowe mielenie armii Putina”, w wyniku czego Ukraińcy systematycznie odsłaniali i niszczyli systemy zaopatrzenia i logistykę Rosjan za pomocą artylerii i uderzeń precyzyjnych. Armia ukraińska ma ograniczoną liczbę doświadczonych żołnierzy i nie chce ich tracić w walkach ulicznych i bezpośrednim starciu. Tymczasem ukraińscy urzędnicy podali, że armia kontynuowała bitwy pozycyjne wzdłuż linii Chersoń – Mikołajów i koncentruje się na atakowaniu linii komunikacyjnych, miejsc koncentracji sprzętu i żołnierzy oraz węzłów logistycznych na południu. Rosyjscy miblogerzy twierdzili, że Ukraińcy walczyli w zachodnim obwodzie chersońskim, wzdłuż rzeki Ingulec oraz w północnym Chersoniu na południe od granicy obwodu dniepropetrowskiego. Z kolei siły rosyjskie przeprowadziły ograniczone ataki na północny wschód i południe od Bachmutu oraz na północ i południowy zachód od Doniecka.

### 4 września
Ukraiński Sztab Generalny donosił o zniszczeniu bazy rosyjskiej jednostki specjalnej w Chersoniu. Następnie wojska ukraińskie odbiły miasto Wysokopilla, które od marca znajdowało się w rękach rosyjskich. Odbito także miasto Ozerne. Rosyjskie Ministerstwo Obrony zaprzeczyło tym doniesieniom. W ciągu ostatniej doby Rosja przeprowadziła 24 naloty na cele wojskowe i cywilne, natomiast siły ukraińskie odparły rosyjskie ataki w Donbasie, w pobliżu Bachmutu i pobliskiej osady Pokrowśke. Dowództwo Operacyjne „Południe” poinformowało o buncie rosyjskich żołnierzy ze 127 Pułku 1 Korpusu Armii, którzy zbiorowo odmówili udziału w działaniach wojennych. Według ustaleń wywiadu „żołnierze na wysuniętych pozycjach byli pozbawieni nie tylko jedzenia, ale nawet wody”. Według armii ukraińskiej w walkach na południu kraju zginęło 104 rosyjskich żołnierzy oraz zniszczono sześć czołgów i 26 wozów bojowych. Według oceny ukraińskiego rządu, Rosja coraz częściej używała nieprecyzyjnych pocisków systemu S-300. Od końca lutego 2022 roku wystrzelono na terytorium Ukrainy ponad 500 rakiet tego typu.
Zaporoska Elektrownia Jądrowa została odcięta od głównej linii energetycznej, działała tylko linia rezerwowa, która dostarcza energię do sieci. Tylko jeden z sześciu reaktorów pozostawał sprawny.
Według Ministerstwa Obrony Wielkiej Brytanii mimo ofensywy ukraińskiej na południu głównym celem Rosji pozostawała operacja w Donbasie; jej główne osie natarcia nadal znajdowały się w Awdijiwce koło Doniecka i 60 km na północ, w okolicach Bachmutu. Siły rosyjskie posuwały się w kierunku Bachmutu ok. 1 km tygodniowo. Władimir Putin wyznaczył zdobycie całego obwodu do 15 września 2022 roku, jednak prawdopodobnie siły rosyjskie nie osiągną tego celu, co dodatkowo skomplikuje plany Rosji dot. przeprowadzenia referendów ws. przyłączenia zajętych terenów do FR. Natomiast ISW podało, że kontrofensywa ukraińska na południu i wschodzie kraju osiągała postępy; Ukraińcy podążali naprzód w kilku kierunkach w obwodzie chersońskim i zdobyły obszar za rzeką Doniec w obwodzie donieckim. Zdaniem Instytutu dwie z trzech wyzwolonych miejscowości, o których mówił prezydent Wołodymyr Zełenski w swoim oświadczeniu, to Wysokopilla w obwodzie chersońskim i Ozerne w obwodzie donieckim. Tymczasem siły ukraińskie atakowały rosyjskie lądowe linie komunikacyjne, składy amunicji i kluczowe pozycje, aby wyczerpać siły rosyjskie i ograniczyć ich siłę bojową. Z kolei Rosjanie przeprowadzili ograniczone ataki na północny wschód od Bachmuta i na zachód od Doniecka oraz przenoszą zasoby wojskowe na obszary położone wzdłuż głównych naziemnych linii komunikacyjnych na tyłach obwodu zaporoskiego.

### 5 września
SG Ukrainy podał, że wyparto siły rosyjskie z pozycji na kierunku kramatorskim oraz odparto ataki w 9 miejscowościach w Donbasie. W wyniku udanego ataku w rejonie Kupiańska w obwodzie charkowskim siły rosyjskie straciły ponad 100 żołnierzy i dwa wozy bojowe. W ciągu 24h Rosjanie przeprowadzili ponad 40 ostrzałów rakietowych i ok. 25 ataków lotniczych na cele wojskowe i cywilne. Na południu Ukrainy koncentrowali się na obronie zajętych pozycji, kontynuując ostrzały. W Chersoniu wojsko rosyjskie straciło ponad 30 żołnierzy, trzy czołgi, wyrzutnię rakietową i inny sprzęt w okolicy mostu Antonowskiego. Ponadto Rosjanie „odłączyli Kachowską Elektrownię Wodną, co pozbawiło prądu część obwodów chersońskiego i zaporoskiego”. W późniejszym czasie Ukrinform poinformował, że ukraińskie SZ przeprowadziły ataki na rosyjskie pozycje, punkty dowodzenia, węzły logistyczne i mosty pontonowe na południu kraju. Lotnictwo przeprowadziło 18 uderzeń, a artyleria atakowała zgrupowania Rosjan, systemy walki elektronicznej i mosty pontonowe na Dnieprze. W ciągu ostatniej doby w tym regionie zabito 86 rosyjskich żołnierzy i zniszczono cztery czołgi, 12 transporterów, dwie haubice Msta, trzy armatohaubice 2S5 Hiacynt, stację łączności oraz cztery magazyny amunicji.
Według ukraińskiego dziennikarza Romana Cymbaluka zdymisjonowano czterech rosyjskich generałów w związku z niezadowalającymi rezultatami podczas wojny na Ukrainie; wśród nich znaleźli się: generał pułkownik Andriej Syczewoj (dowódca Zachodniego Okręgu Wojskowego), generał pułkownik Władysław Jerszow (dowódca 6 Armii Ogólnowojskowej), generał porucznik Wiaczesław Gurow (dowódca 1. Armii Pancernej Zachodniego Okręgu Wojskowego) i generał porucznik Jakow Riezancew (dowódca 49 Armii Ogólnowojskowej).
W opinii ISW kontrofensywa ukraińska na południu osłabiła zdolności Rosjan do administrowania zajętymi obszarami, w wyniku czego wstrzymano plany przeprowadzenia referendów. Według ukraińskich urzędników armia starała się wyczerpywać rosyjską logistykę poprzez ataki precyzyjne na punkty koncentracji, ośrodki dowodzenia i węzły logistyczne, tym samym wywierając wpływ na władze okupacyjne. Władze ukraińskie podały, że zniszczono rosyjskie linie komunikacyjne w centralnym obwodzie chersońskim, a w obwodzie zaporoskim siły specjalne przeprowadziły operację przeciwko bazie FSB w pobliżu Enerhodaru. Tymczasem siły rosyjskie przeprowadziły ataki na wschód od Siewerska, północny wschód i południe od Bachmutu oraz wzdłuż północno-zachodnich przedmieść Doniecka. Władze Rosji nadal poszukiwały niekonwencjonalnych źródeł siły bojowej i próbowały wcielać do wojska osoby chore i uważane za niezdolne do służby. Ponadto w celu ułatwienia integracji gospodarczej okupowanego Zaporoża z FR władze okupacyjne ustaliły w obwodzie zaporoskim kurs 1,25 rubla/1 hrywna. Według OSW sytuacja militarna nie uległa większej zmianie. Walki toczyły się głównie w Donbasie, a Rosjanie bezskutecznie atakowali pozycje ukraińskie w okolicy Bachmutu, Awdijiwki, na zachód od Doniecka, w Marjince i Nowobachmutiwce. Ukraińcy odparli ataki na kierunku Słowiańska, na łączeniu obwodów donieckiego, zaporoskiego i dniepropetrowskiego oraz chersońskiego i dniepropetrowskiego. Rosyjskie artyleria i lotnictwo kontynuowały ataki na pozycje ukraińskie na całej linii frontu. Celem ataków był Charków, Mikołajów, Nikopol i miejscowości na południe od Krzywego Rogu i Zaporoża; rakiety spadły na Dniepr, Słowiańsk, Kramatorsk oraz Wozniesieńsk i Oczaków. Z kolei Ukraińcy ostrzeliwali pozycje rosyjskie w obwodzie chersońskim. Po raz kolejny zaatakowano most Antonowski i przeprawy w rejonie miejscowości Lwowe koło Nowej Kachowki i Berysławia. Stałym celem ataków ukraińskich były obiekty sił okupacyjnych w Chersoniu. Ponadto zniszczono składy amunicji w rejonie lotniska w Melitopolu i w obwodzie charkowskim.

### 6 września

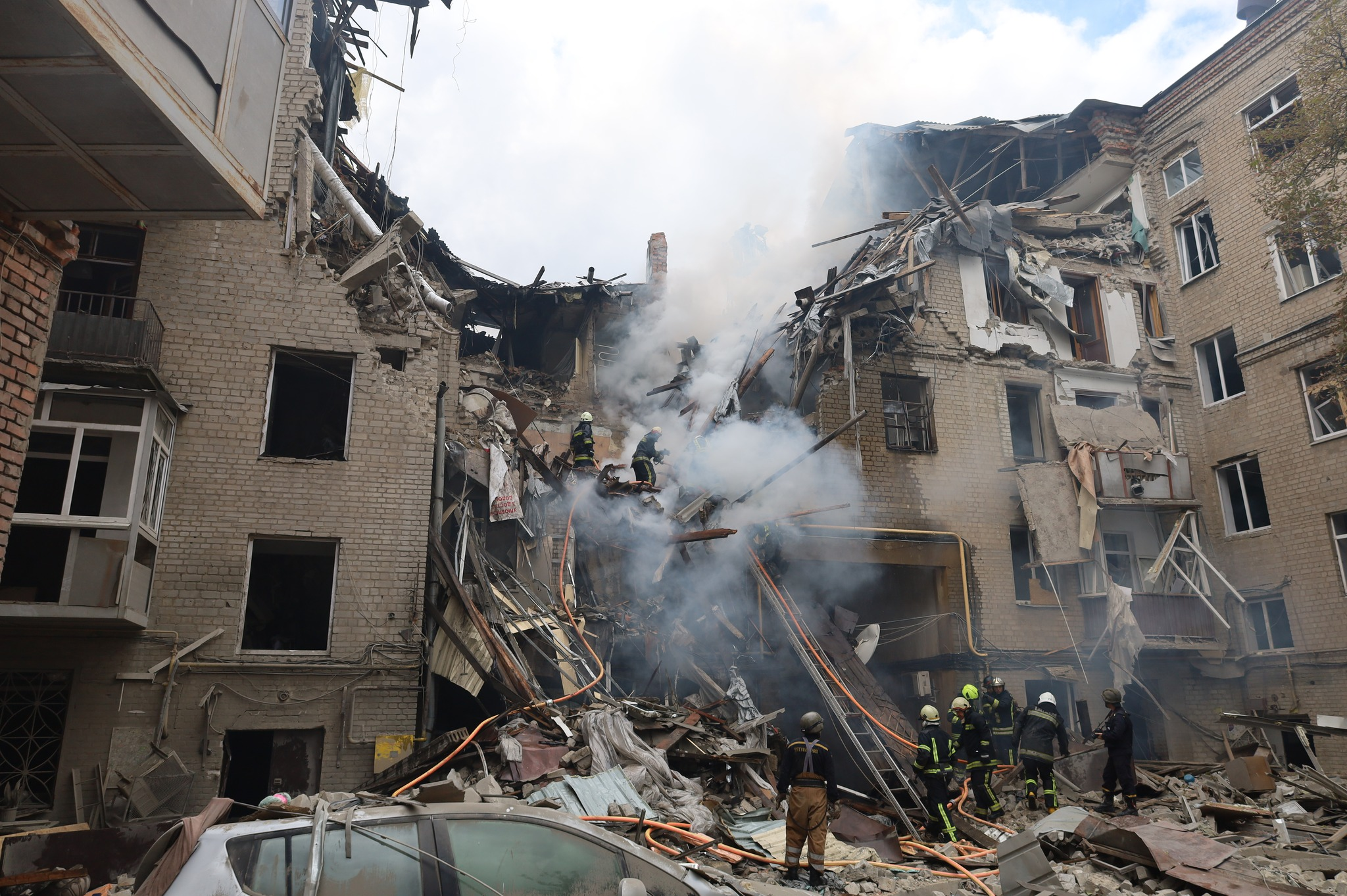
Budynek mieszkalny w Charkowie po uderzeniu rosyjskiej rakiety S-300 wystrzelonej z obwodu biełgorodzkiego

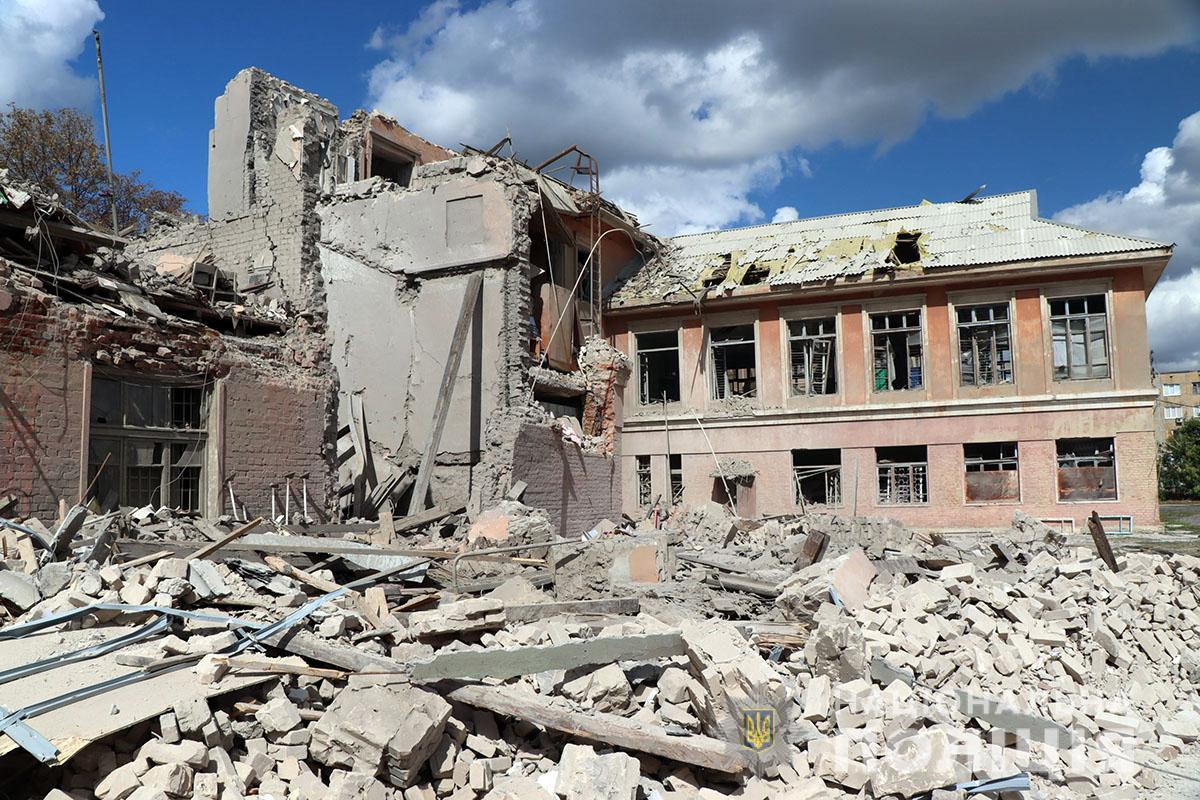
Gimnazjum nr 2 w Kurachowem po nocnym rosyjskim ostrzale

Sztab Ukrainy poinformował, że Rosjanie przeprowadzili sześć ataków rakietowych i 10 lotniczych na cele wojskowe i cywilne oraz kontynuowali ostrzał z artylerii wzdłuż linii frontu, atakując obiekty wojskowe i cywilne. Ukraińcy powstrzymali ataki w rejonie Dołyny, Sołedaru, Nowobachmutiwki, Kodemy, Zajcewego, Awdijiwki, Marjinki i Lubomiyriwki. Artyleria ukraińska zaatakowała sześć rosyjskich punktów dowodzenia i zniszczyła trzy miejsca koncentracji żołnierzy. Ostrzelano również dziewięć systemów przeciwlotniczych i zniszczono sprzęt rozpoznania radioelektronicznego, stacje łączności, przeprawę pontonową i promową oraz osiem magazynów amunicji. Ponadto walczące na Ukrainie oddziały rosyjskich prywatnych firm wojskowych były zmuszone do przyjmowania w swoje szeregi więźniów z zajętych terenów w Donbasie, oferując im amnestię, obywatelstwo rosyjskie i pieniądze. Później SG oświadczył, że Rosjanie prowadzili ciężki ostrzał wzdłuż całej linii frontu i skupiali się na utrzymaniu kontroli nad zajętymi obszarami Ukrainy. W ciągu ostatnich 24h rosyjskie pociski trafiły w kilkadziesiąt celów wojskowych i cywilnych. Z kolei Reuters, powołując się prorosyjskiego urzędnika DRL, podał, że Ukraińcy zaatakowali okupowane miasto Bałaklija w obwodzie charkowskim. Podkreślił także, że jeśli miasto zostanie utracone, zagrożone zostanie Izium, gdzie znajduje się węzeł kolejowy, za pomocą którego Rosja zaopatruje swoje oddziały. Ukraińskie samoloty przeprowadziły 27 uderzeń, niszcząc m.in. trzy składy amunicji. Według strony ukraińskiej w ciągu ostatniej doby Rosjanie stracili 83 żołnierzy, pięć czołgów, 12 haubic, trzy pojazdy opancerzone i jeden samolot bojowy.
Według amerykańskiego wywiadu Rosja zamówiła ok. miliona pocisków artyleryjskich z Korei Północnej; świadczyło to o tym, że rosyjska gospodarka nie była w stanie wystarczająco szybko wyprodukować nowej amunicji.
Według brytyjskiego Ministerstwa Obrony w ciągu ostatnich 24h toczyły się ciężkie walki na trzech frontach: w okolicach Charkowa, w Donbasie i w obwodzie chersońskim. Zdaniem Ministerstwa głównym celem Rosjan był Bachmut, jednak rosyjscy dowódcy stanęli przed dylematem, czy wysłać rezerwy na ten odcinek frontu czy przeciwstawić się dalszym postępom sił ukraińskich na południu. W opinii ISW prezydent Putin może próbować wykorzystać obawy dotyczące zagrożeń, związanych z rosyjskimi działaniami w Zaporoskiej Elektrowni Jądrowej, aby doprowadzić do de facto uznania rosyjskiej kontroli nad obiektem, a także okupacji na południu Ukrainy. Ponadto opublikowany raport MAEA opisał rosyjskie działania, które zwiększały prawdopodobieństwo wypadku jądrowego w elektrowni, jednocześnie zmniejszając zdolność tamtejszego personelu do skutecznego reagowania na taką awarię. Instytut odnotował również, że Ukraińcy przeprowadzili kontrofensywę w południowym obwodzie charkowskim w rejonie miejscowości Bałaklija, odbijając przy tym kilka miejscowości; atak prawdopodobnie zmusił siły rosyjskie do wycofania się na lewy brzeg Dońca. Tymczasem siły ukraińskie kontynuowały ataki na rosyjskie węzły logistyczne, aktywa transportowe, miejsca koncentracji żołnierzy i sprzętu oraz punkty kontrolne w obwodzie chersońskim. Z kolei Rosjanie stopniowo robili postępy na południe od Bachmutu oraz kontynuowali ataki na północ oraz północny i południowy zachód od Doniecka.

### 7 września
Według SG Ukrainy sytuacja militarna na południowym froncie była „dość dynamiczna, ale pod kontrolą”. Nie zaszły zmiany w rozmieszczeniu wojsk rosyjskich, które skupiały się na utrzymaniu zajętych obszarów i ostrzałach artyleryjskich oraz atakach z powietrza. Rosjanie przeprowadzili sześć ataków na ukraińskie pozycje na południu kraju. Z kolei ukraińskie lotnictwo przeprowadziło 30 ataków na wrogie pozycje, obiekty logistyczne i punkty dowodzenia. Ponadto Ukraińcy wyzwolili kilka miejscowości na południu i odnieśli sukcesy w obwodzie charkowskim. Rosjanie bezskutecznie atakowali także w okolicach Bachmutu oraz w kierunku Słowiańska i na zachód od Doniecka, jednak wszystkie ataki zostały odparte. Według strony ukraińskiej w ciągu 24h Rosja straciła łącznie 640 żołnierzy, 15 czołgów, 37 pojazdów opancerzonych, 32 systemy artyleryjskie, dwa samoloty, dwa śmigłowce i 24 szt. innego sprzętu; z czego na południowym froncie zginęło 108 żołnierzy oraz zostało zniszczonych pięć czołgów, trzy BM-21 Grad, 15 pojazdów opancerzonych, 10 haubic i ciężkich dział, dwie wyrzutnie S-400, radar naprowadzający S-300 i dwa magazyny amunicji w obwodzie mikołajowskim. Brytyjski MON przekazał, że ukraińskie brygady w obwodzie chersońskim kontynuowały kontrofensywę. Prawdopodobnie został zniszczony most pontonowy w Dariwce, który Rosjanie zbudowali w wyniku uszkodzenia pobliskiego mostu drogowego; przeprawa w Dariwce była jedną z głównych dróg pomiędzy północnym a południowym sektorem rosyjskiej obecności wzdłuż Dniepru.
Stany Zjednoczone ogłosiły, że chcą podwoić produkcję pocisków kal. 155 mm ze względu na konieczność uzupełnienia amerykańskich zapasów oraz zaspokojenia potrzeb Ukrainy. Pentagon chce zwiększyć liczbę budowanych M142 HIMARS do 12 każdego miesiąca.
W ocenie ISW „siły ukraińskie wykorzystały najpewniej taktyczne zaskoczenie wroga i posunęły się co najmniej 20 km w głąb kontrolowanego przez Rosję terytorium w południowo-wschodnim obwodzie charkowskim, odbierając najeźdźcom około 400 km² terenu”. Prowadzone przez Ukrainę operacje w obwodzie chersońskim skupiły uwagę sił rosyjskich, co pozwoliło Ukraińcom przeprowadzić lokalne, skuteczne kontrataki w okolicach Iziumu w celu odzyskania terytoriów i zagrozić rosyjskim węzłom komunikacyjnym na tym obszarze. Tymczasem na południu siły ukraińskie kontynuowały ataki na rosyjskie węzły logistyczne, miejsca koncentracji sił i sprzętu, sieć transportową oraz punkty kontroli i dowodzenia w obwodzie chersońskim. Z kolei Rosjanie przeprowadzili ataki lądowe na północ od Charkowa, na północny zachód od Słowiańska, na północny wschód od Siewierska, na południe i północny wschód od Bachmutu oraz na północny zachód od Doniecka. Ponadto władze rosyjskie na zajętych terenach wskazały 4 listopada br. jako możliwą datę referendów, które mają służyć włączeniu tych obszarów do Rosji. Z kolei według OSW sytuacja militarna była względnie stabilna. Główne walki toczyły się w Donbasie, w którym Ukraińcy systematycznie odpierali ataki na Bachmut, na północ od Doniecka oraz w rejonie Marjinki i Siewierska. Rosjanie przeprowadzili także nieudany atak w kierunku Słowiańska oraz podjęli nieudaną próbę wyjścia na tyły wojsk ukraińskich na łączeniu obwodów mikołajowskiego i chersońskiego w rejonie Snihuriwki. Według doniesień ukraińskich zajęto kolejne dwie miejscowości w obwodzie chersońskim, a także przeprowadzono udane ataki w rejonie Bałakliji. Rosyjskie artyleria i lotnictwo kontynuowały ataki na pozycje ukraińskie wzdłuż linii frontu. Ostrzeliwany i bombardowany był Charków, Nikopol, Słowiańsk i Kramatorsk oraz miejscowości na południe od Krzywego Rogu i Zaporoża. Z kolei celem ataków rakietowych były m.in. Winnica oraz baza paliwowa w Krzywym Rogu. Artyleria i lotnictwo Ukraińców atakowały głównie pozycje i zaplecze Rosjan w obwodzie chersońskim.

### 8 września

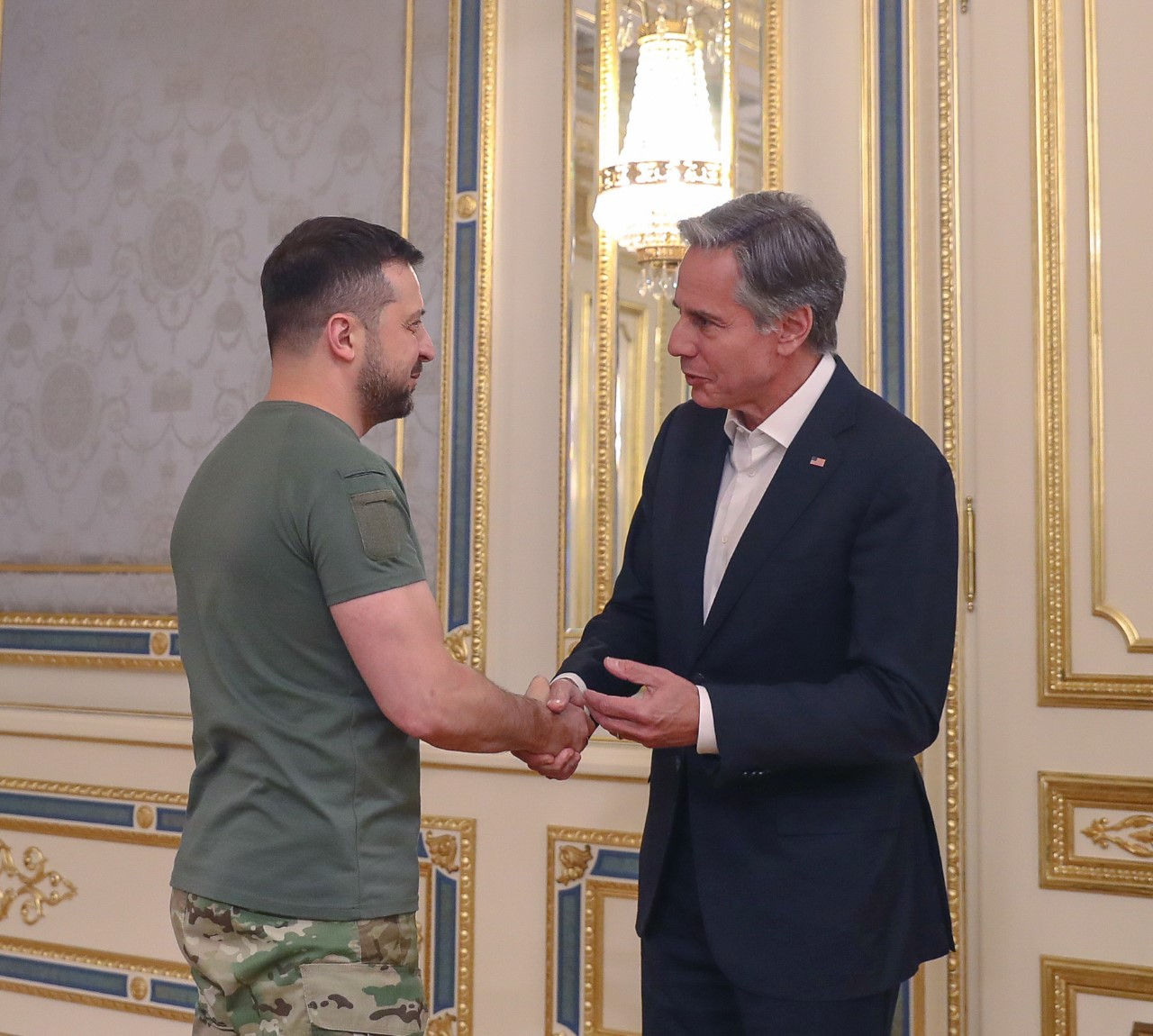
Spotkanie prezydenta Zełenskiego z sekretarzem stanu USA Antonym Blinkenem

Sztab Generalny oświadczył, że siły ukraińskie przeprowadziły „udane kontrnatarcie na kierunku charkowskim. Dzięki umiejętnym i zgranym działaniom SZ Ukrainy, przy wsparciu lokalnych mieszkańców, przesunęły się w ciągu trzech dni o prawie 50 km”, wyzwalając ponad 20 miejscowości; na kierunku słowiańskim i kramatorskim w obwodzie donieckim Ukraińcy przesunęli się po kilka km. W wyniku tego Rosjanie ponieśli duże straty oraz próbowali ewakuować rannych i uszkodzony sprzęt w okolice Wilchuwatki i Borodojarśkego. Siły rosyjskie koncentrowały się przejęciu kontroli nad obwodem donieckim i utrzymaniu zajętych obszarów obwodu chersońskiego, charkowskiego, zaporoskiego i mikołajowskiego. W ciągu ostatniej doby Rosjanie przeprowadzili 45 ataków lotniczych i pięć rakietowych, ostrzeliwując cele ukraińskie wzdłuż linii frontu. Według strony rosyjskiej Ukraińcy podjęli próbę desantu żołnierzy w Enerhodarze, która została udaremniona w godzinach nocnych. Z kolei siły ukraińskie odparły w obwodzie chersońskim siedem ataków. Sztab podał również, że w ciągu 24h Rosjanie stracili 650 żołnierzy, z czego największe straty ponieśli na kierunku donieckim i charkowskim ze względu na zintensyfikowane walk w tych regionach. Ponadto zastępca szefa głównego zarządu operacyjnego SG generał Ołeksij Hromow podał, że Ukraińcy odbili z rąk rosyjskich ponad 700 km² terytorium w obwodzie charkowskim oraz na południu kraju na kierunku rzeki Boh. Ponadto prezydent Wołodymyr Zełenski potwierdził oficjalnie, że siły ukraińskie odzyskały miasto Bałaklija, będące w rękach rosyjskich przez sześć miesięcy. Dodał również, że od 1 września odbito obszar o powierzchni ponad 1000 km².
Przewodniczący Kolegium Połączonych Szefów Sztabów generał Mark Milley stwierdził, że rosyjskie linie komunikacyjne i węzły logistyczne zostały mocno obciążone, a kontrola nad rosyjską kwaterą główną została zakłócona. Według Millley’a Rosja miała trudności ze zwiększaniem swoich sił oraz uzupełnianiem strat.
Według ISW siły ukraińskie w trakcie trwającej kontrofensywy w obwodzie charkowskim zdołały podejść na odległość ok. 20 km do Kupiańska, będącego kluczowym węzłem logistycznym Rosjan. Stwierdzono również, że Ukraińcy „prawdopodobnie w ciągu 72 godzin odbiją Kupiańsk, poważnie osłabiając, jednak nie przerywając całkowicie rosyjskich linii komunikacyjnych do Iziumu”. Władze ukraińskie oświadczyły również, że w wyniku trwającego od kilku dni natarcia w rejonie Bałakliji, wojska ukraińskie przesunęły się ok. 50 km w głąb rosyjskich pozycji na północ od Iziumu. Tymczasem siły ukraińskie nadal atakowały rosyjskie linie komunikacyjne, punkty dowodzenia i kontroli oraz składy amunicji w obwodzie chersońskim, z kolei Rosjanie przeprowadzili ograniczone ataki lądowe na całym froncie wschodnim. Pojawiły się również doniesienia o odwrocie wojsk rosyjskich na północną stronę Dońca, a w niektórych miejscach Rosjanie wysadzili mosty, aby zapobiec postępowi sił ukraińskich. Zdaniem Instytutu rosyjskie Ministerstwo Obrony, polegające na strategii przedstawiania inwazji jako „łatwej i bezbłędnej operacji”, nie było przygotowane do reagowania na niespodziewane operacje wojsk ukraińskich. Ponadto władze rosyjskie okupacyjne w dalszym ciągu intensyfikowały represje i środki filtracyjne, aby powstrzymać ukraińskich partyzantów i proukraińskich dywersantów.
Rumuński trałowiec „Locotenent Dimitrie Nicolescu” został uszkodzony na dryfującej minie ok. 25 mil morskich od Konstancy, bez ofiar w ludziach.

### 9 września

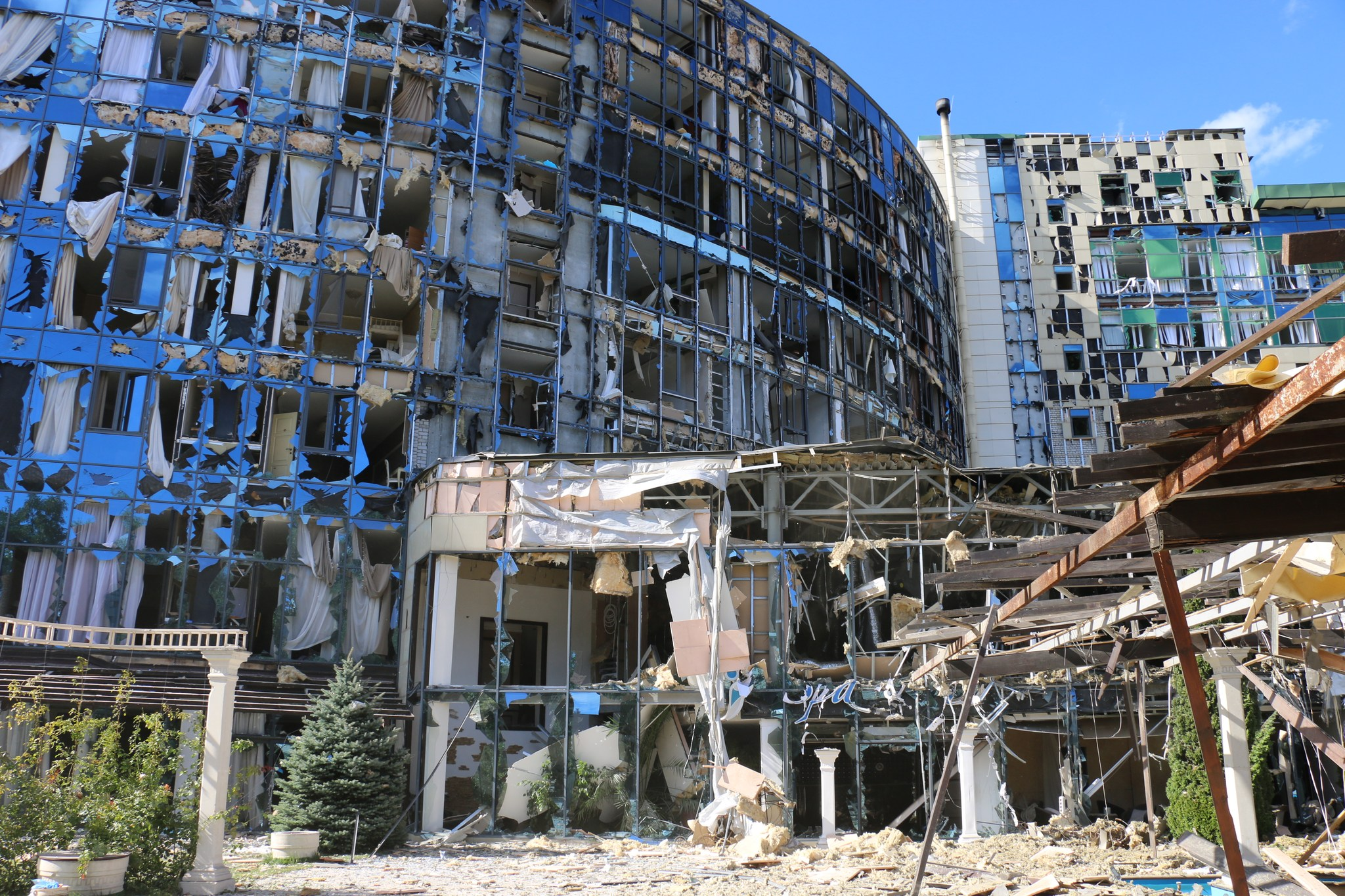
Charków po rosyjskim ostrzale; 10 osób zostało rannych

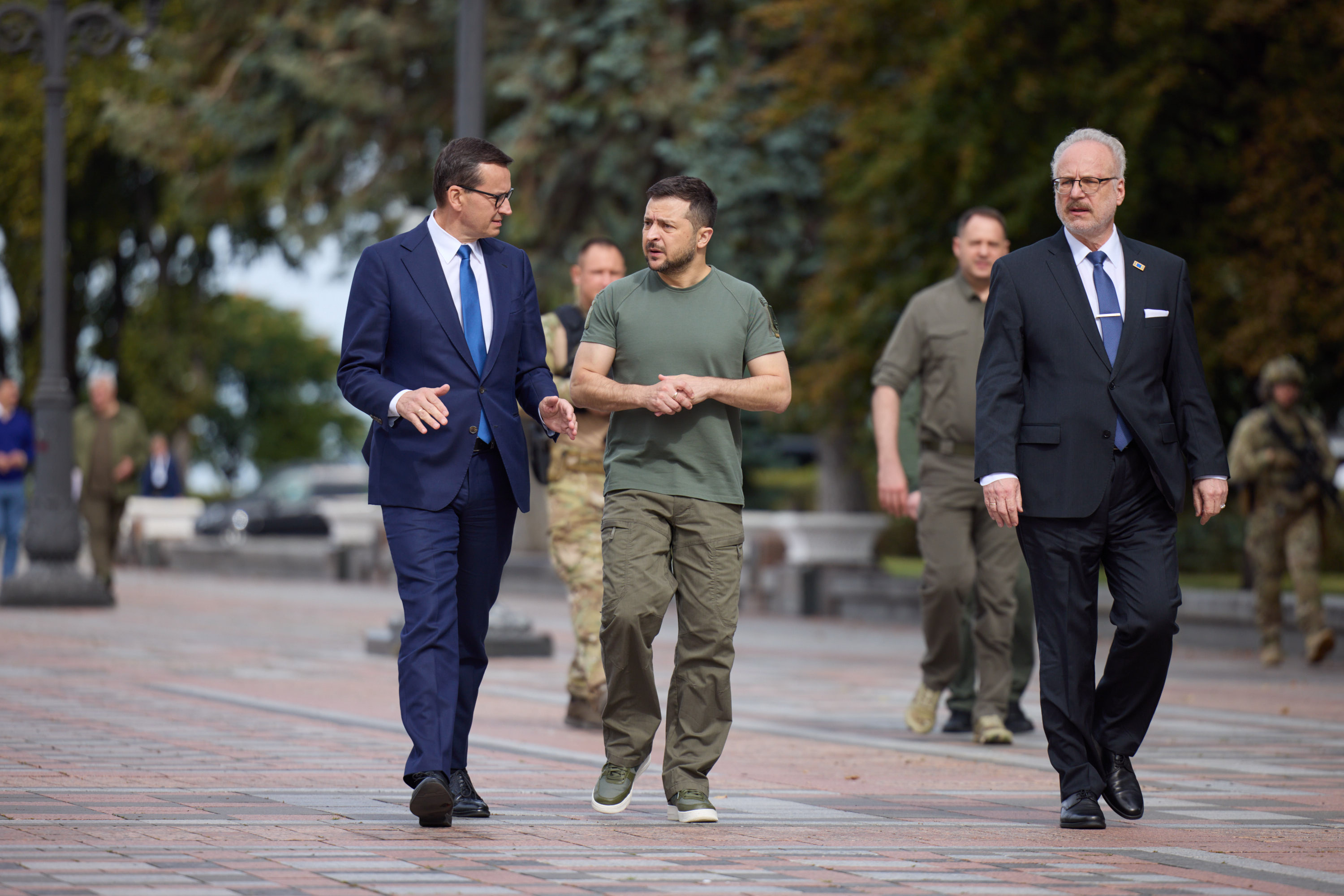
Spotkanie prezydenta Zełenskiego z prezydentem Litwy Egilsem Levitsem i premierem Polski Mateuszem Morawieckim

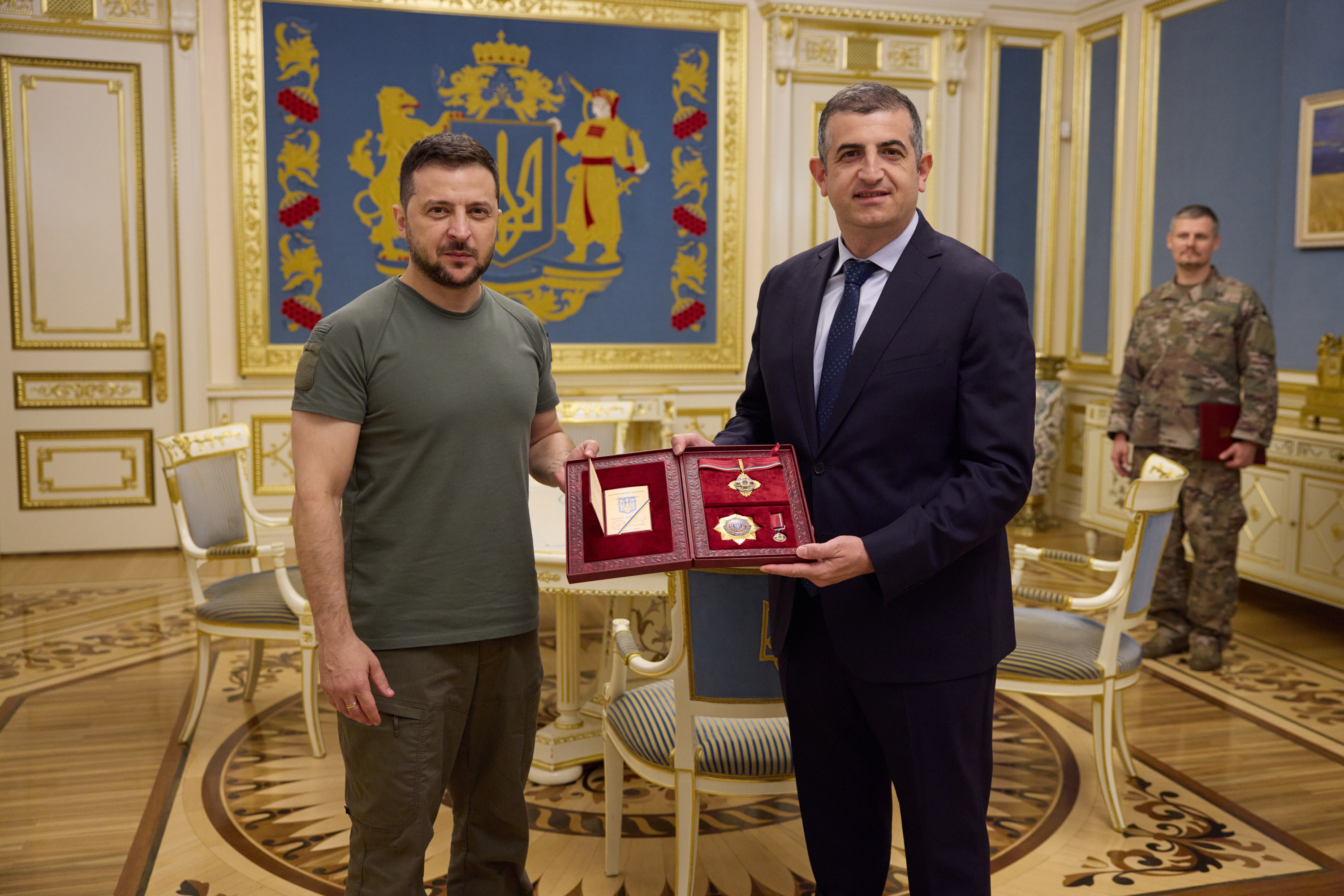
Spotkanie prezydenta Zełenskiego z dyrektorem generalnym firmy Baykar, Halukiem Bayraktarem

Ukraina w wyniku trwającej kontrofensywy odzyskała część terytoriów w obwodzie charkowskim, z kolei front rosyjski zaczął się rozpadać. Rosyjskie źródła donosiły, że wojska rosyjskie „ewakuowały” ukraińską ludność cywilną z miast Izium, Kupiańsk i Wełykyj Burłuk w związku ze zbliżającą się ofensywą armii ukraińskiej. Ponadto siły rosyjskie miały wycofać z Iziumu, a do centrum Kupiańska mieli wkroczyć Ukraińcy. Według SG Ukrainy rosyjskie zgrupowanie w obwodzie chersońskim zostało wzmocnione oddziałami „kadyrowców” z Czeczenii, liczącymi 1300 osób. W ciągu ostatniej doby Rosjanie przeprowadzili 13 ataków rakietowych i 23 lotnicze oraz prowadzili ostrzał obiektów wojskowych i cywilnych wzdłuż całej linii frontu (obwody charkowski, doniecki, zaporoski i chersoński). Siły ukraińskie odparły ataki w pobliżu miejscowości Zajcewe, Weseła Dołyna, Sołedar, Bachmut i Perwomajske. Ukraińskie lotnictwo kontynuowało ataki na pozycje rosyjskie, punkty dowodzenia i magazyny amunicji. Sztab i prezydent Wołodymyr Zełenski potwierdzili również, że „na niektórych kierunkach jednostki weszły w obronę przeciwnika na głębokość do 50 km. Ponad 30 miejscowości czasowo zajętych przez rosyjskich okupantów w obwodzie charkowskim zostało wyzwolonych lub wziętych pod kontrolę”. Podczas walk zniszczono 18 punktów kontrolnych Rosjan i ponad 20 składów z amunicją i paliwem. Niezależny rosyjski serwis The Moscow Times podał, że w związku z sukcesami Ukraińców w obwodzie charkowskim prezydent Rosji Władimir Putin zwołał w trybie pilnym posiedzenie Rady Bezpieczeństwa FR, w której udział wzięli Siergiej Ławrow, Dmitrij Miedwiediew, Nikołaj Patruszew i 12 innych urzędników.
Doradca prezydenta Ołeksij Arestowycz stwierdził, że siły ukraińskie na południu wepchnęły Rosjan w pułapkę, w wyniku czego 25 batalionów zostało otoczonych, którym do utrzymania zdolności bojowej potrzeba 4–5 tys. ton zaopatrzenia, a otrzymywali 1,3–1,4 tys. Powiedział, że „wytrzymają jeszcze przez 2-3 tygodnie, a potem rozpocznie się kaskadowy upadek, jeśli nie rozwiążą problemu logistycznego”.
Brytyjskie Ministerstwo Obrony podało, że rozpoczęta 6 września 2022 roku ukraińska kontrofensywa na południu obwodu charkowskiego prawdopodobnie zaskoczyła siły rosyjskie. Część jednostek posunęła się na wąskim froncie do 50 km na terytorium będącym do tej pory pod kontrolą Rosjan. Region ten był słabo broniony, w wyniku czego Ukraińcy zdobyli lub otoczyli kilka miejscowości. Rosjanie znajdujący się w okolicach Iziumu zostali w większości otoczeni. Jednostki ukraińskie zagrażały także miejscowości Kupiańsk, której zdobycie byłoby dużym ciosem dla Rosji, ponieważ znajduje się na szlakach zaopatrzeniowych frontu w Donbasie. W opinii ISW siły ukraińskie zajęły ok. 2,5 tys. km² w obwodzie charkowskim w trakcie trwającej kontrofensywy. Ponadto mieli szansę zamknięcia w kotle znaczne siły rosyjskie w rejonie Iziumu, jeśli zostałyby odcięte szlaki zaopatrzeniowe na północ i na południe od miasta. Rosja wysłała oddziały na linię Charków–Izium, aby zatrzymać postępy wojsk ukraińskich. Tymczasem Ukraińcy dotarli do przedmieść Kupiańska i posuwali się na Izium z północnego zachodu, północy, północnego i południowego wschodu i prawdopodobnie w najbliższych dniach przerwą rosyjskie linie komunikacyjne do tego miasta. Siły ukraińskie kontynuowały także kontrofensywę na południu Ukrainy, przechwytując rosyjskie linie komunikacyjne. Z kolei Rosjanie przeprowadzili ataki lądowe na północ od Charkowa i wzdłuż frontu wschodniego. Ponadto ONZ opublikowało raport szczegółowo opisujący złe traktowanie przez Rosjan ukraińskich jeńców wojennych i zatrzymanych cywilów.
Według OSW armia ukraińska poinformowała o przełamaniu pozycji rosyjskich w obwodzie charkowskim, wdarciu się w ciągu trzech dni na zajęty obszar na głębokość do 50 km i wyzwoleniu ponad 20 miejscowości. Jednostki ukraińskie odparły Rosjan na kierunkach słowiańskim i kramatorskim. Do przełamania obrony doszło na południe i północ od Bałakliji, następnie Ukraińcy kierowali się wzdłuż drogi na Szewczenkowe lub na południe od tej miejscowości, kierując się na wschód w stronę Kupiańska. Na innych kierunkach sytuacja nie uległa zmianom. W rejonie Bachmutu Rosjanie zaatakowali miasto od południa. Siły ukraińskie odpierały ataki na Bachmut od wschodu, a także na miejscowości Sołedar i Zajcewe. Niepowodzeniem zakończyły się rosyjskie ataki na północ i zachód od Doniecka oraz w pozostałych rejonach obwodu donieckiego. W obwodzie charkowskim Ukraińcy odpierali ataki w kierunku Barwinkowego i na północ od Charkowa. Rosyjska artyleria kontynuowała ataki na pozycje ukraińskie wzdłuż całej linii frontu. Głównymi celami, poza rejonami walk, był Charków, Nikopol i Słowiańsk, rejony basztański i mikołajowski oraz miejscowości na południe od Krzywego Rogu i Zaporoża. Z kolei siły ukraińskie ostrzelały Chersoń, Hoła Prystań, Nowa Kachowka oraz most pontonowy w Darjiwce.

### 10 września

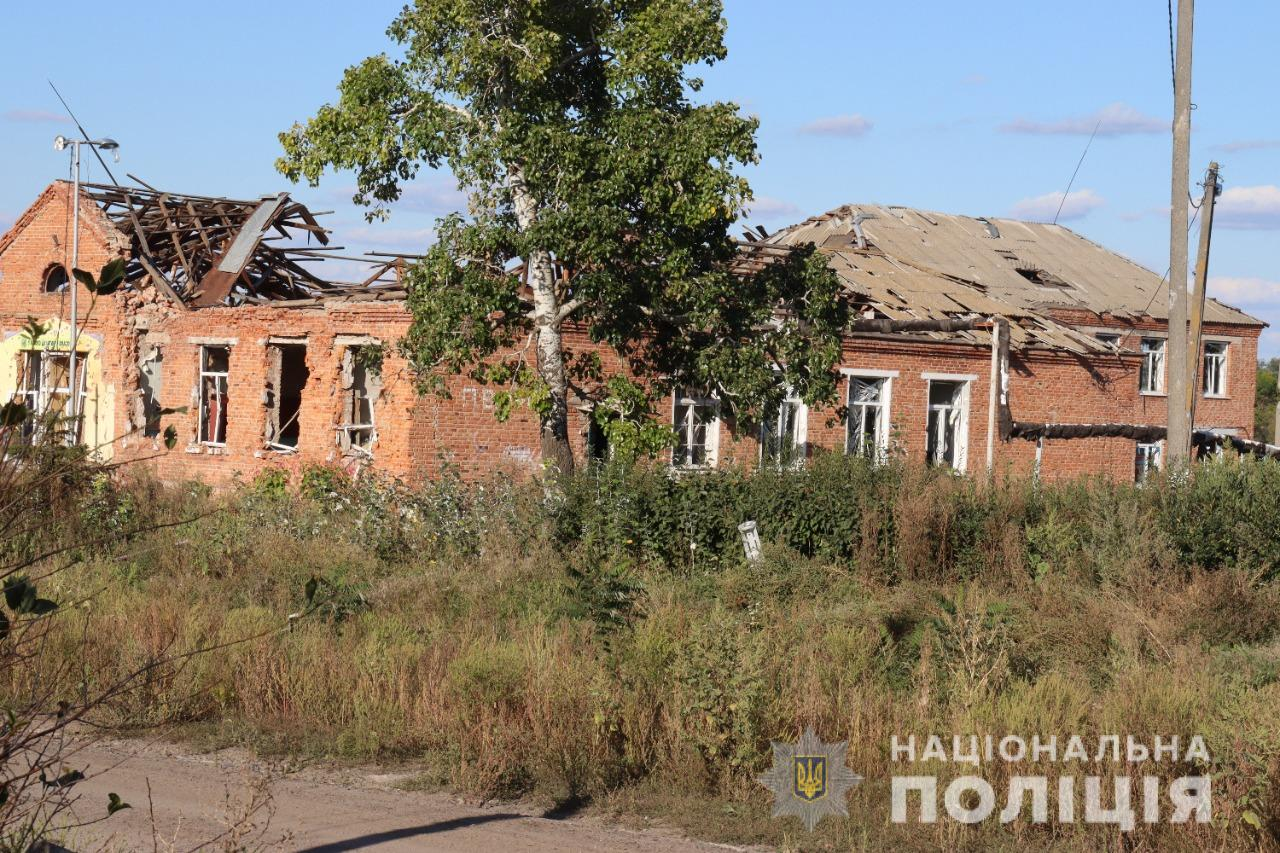
Szkoła we wsi Hrakowe w rejonie czuhujewskim po rosyjskie okupacji

W ramach kontrofensywy w obwodzie charkowskim siły ukraińskie zajęły Kupiańsk i Izium. Rzecznik rosyjskiego Ministerstwa Obrony Igor Konaszenkow stwierdził, że siły rosyjskie w rejonie Bałakliji i Iziumu „przegrupowywały się” w rejonie Doniecka „w celu osiągnięcia wyznaczonych celów specjalnej operacji wojskowej wyzwolenia Donbasu”. Późnym popołudniem gubernator obwodu ługańskiego Serhij Hajdaj stwierdził, że wojska ukraińskie dotarły do Lisiczańska, który w lipcu 2022 roku był ostatnim dużym miastem obwodu ługańskiego zajętym przez Rosjan.
Sztab Ukrainy podał, że kontynuowano odbijanie z rąk rosyjskich miejscowości w obwodzie charkowskim i na kierunku rzeki Boh na południu. Siły rosyjskie koncentrowały się zdobyciu pełnej kontroli nad obwodem donieckim, utrzymaniu zajętych terenów i przeszkodzeniu w ofensywie siłom ukraińskim. W ciągu 24h Rosjanie przeprowadzili 9 ataków rakietowych i 10 lotniczych na cele wojskowe i cywilne. Zdaniem strony ukraińskiej „w związku ze zbliżaniem się sił ukraińskich w obwodzie chersońskim, dowództwo wojsk rosyjskich próbowało wzmocnić Chersoń, przesuwając rezerwy. Na obszarze miasta odnotowano nowe jednostki, których żołnierze byli słabo zorientowani w terenie”. Rosjanie próbowali także przywrócić do ruchu przez most Kachowski, który znajdował się pod kontrolą ogniową Ukraińców. W Nowej Kachowce i Enerhodarze siły rosyjskie zintensyfikowały działania filtracyjne z udziałem FSB, sprawdzając urządzania mobilne i szukając osób pomagających SZ Ukrainy. Później Sztab poinformował, że wyzwolono z rąk rosyjskich miejscowości w okolicach Kupiańska i Iziumu, twierdząc: „Trwa deokupacja Ukrainy. Łącznie w ostatnich dniach spod rosyjskiej okupacji wyzwolono ok. 2 tys. km² ukraińskiego terytorium. Nasze siły weszły do Kupiańska, trwało wyzwalanie miejscowości rejonu kupiańskiego i iziumskiego obwodu charkowskiego”. Rosjanie w odpowiedzi na działania ukraińskie w zajętych miejscowościach obwodu charkowskiego i chersońskiego wzmocnili „reżim administracyjno-policyjny” (zakaz wjazdu i wyjazdu oraz godzina policyjna). Rosyjskie wojsko przeprowadziło 16 ataków rakietowych i 34 lotnicze na obiekty wojskowe i cywilne. Z kolei dowództwo operacyjne Południe podało, że siły ukraińskie uszkodziły rosyjską przeprawę promową na Dnieprze w okolicy Nowej Kachowki, wyłączając ją z użytku. W ciągu doby Ukraińcy atakowali zgrupowania Rosjan na południu. Łącznie Rosja straciła 80 żołnierzy, osiem czołgów, 17 transporterów opancerzonych, haubicę Msta i trzy składy amunicji.
Według brytyjskiego MON w ciągu ostatnich 24h siły ukraińskie kontynuowały znaczące postępy w rejonie Charkowa. Rosja wycofała jednostki z tego obszaru, jednak walki trwały wokół strategicznie ważnych miast, Kupiańska i Iziumu. Z kolei w ocenie ISW ukraińska kontrofensywa w obwodzie charkowskim załamała oś sił rosyjskich na północy Donbasu. W ciągu pięciu dni walk Ukraińcy wyzwolili więcej terenu, niż Rosja zajęła od kwietnia br. ISW stwierdził, że Ukraińcy „przebili się w niektórych miejscach nawet na 70 km w głąb rosyjskich linii i przejęły ponad 3 tys. km² terytorium w ciągu ostatnich pięciu dni od 6 września”. Zdobycze sił ukraińskich nie ograniczały się do Iziumu i jego okolic, lecz pojawiły się również doniesienia o przejęciu kontroli nad Wełykyj Burłuk. Ponadto Rosjanie nie wykonywali kontrolowanego odwrotu, lecz pospiesznie uciekali z obwodu charkowskiego, starając się uniknąć okrążenia w okolicach Iziumu. Tymczasem siły ukraińskie osiągnęły pozycje w odległości 15–25 km od granicy rosyjsko-ukraińskiej w północno-wschodnim obwodzie charkowskim oraz południowych i południowo-zachodnich obrzeżach Łymana i zdobyły zachodnią część Kupiańska. Z kolei Rosjanie wzmacniali swoje pozycje w obwodzie chersońskim, podczas gdy Ukraińcy prowadzili bitwy pozycyjne i kontynuowali przechwytywanie rosyjskich linii logistycznych. Siły rosyjskie przeprowadziły także ograniczone ataki na północ od Charkowa, na południe od Bachmutu i na zachód od miasta Doniecka.

### 11 września

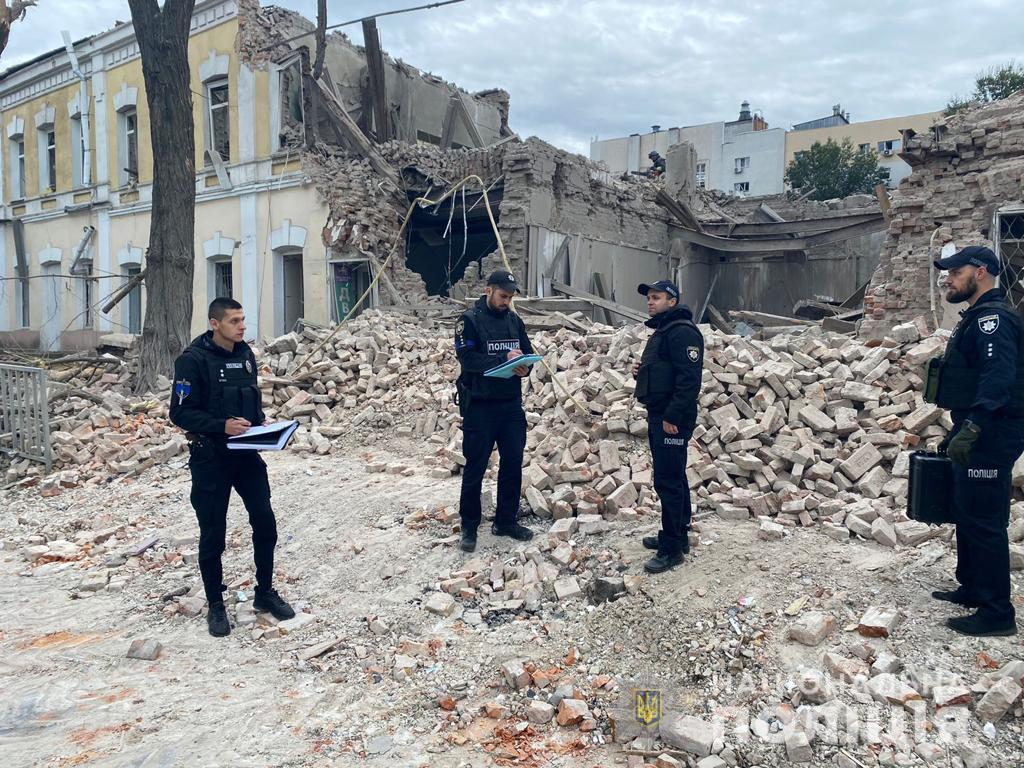
Dniepr po rosyjskim ostrzale

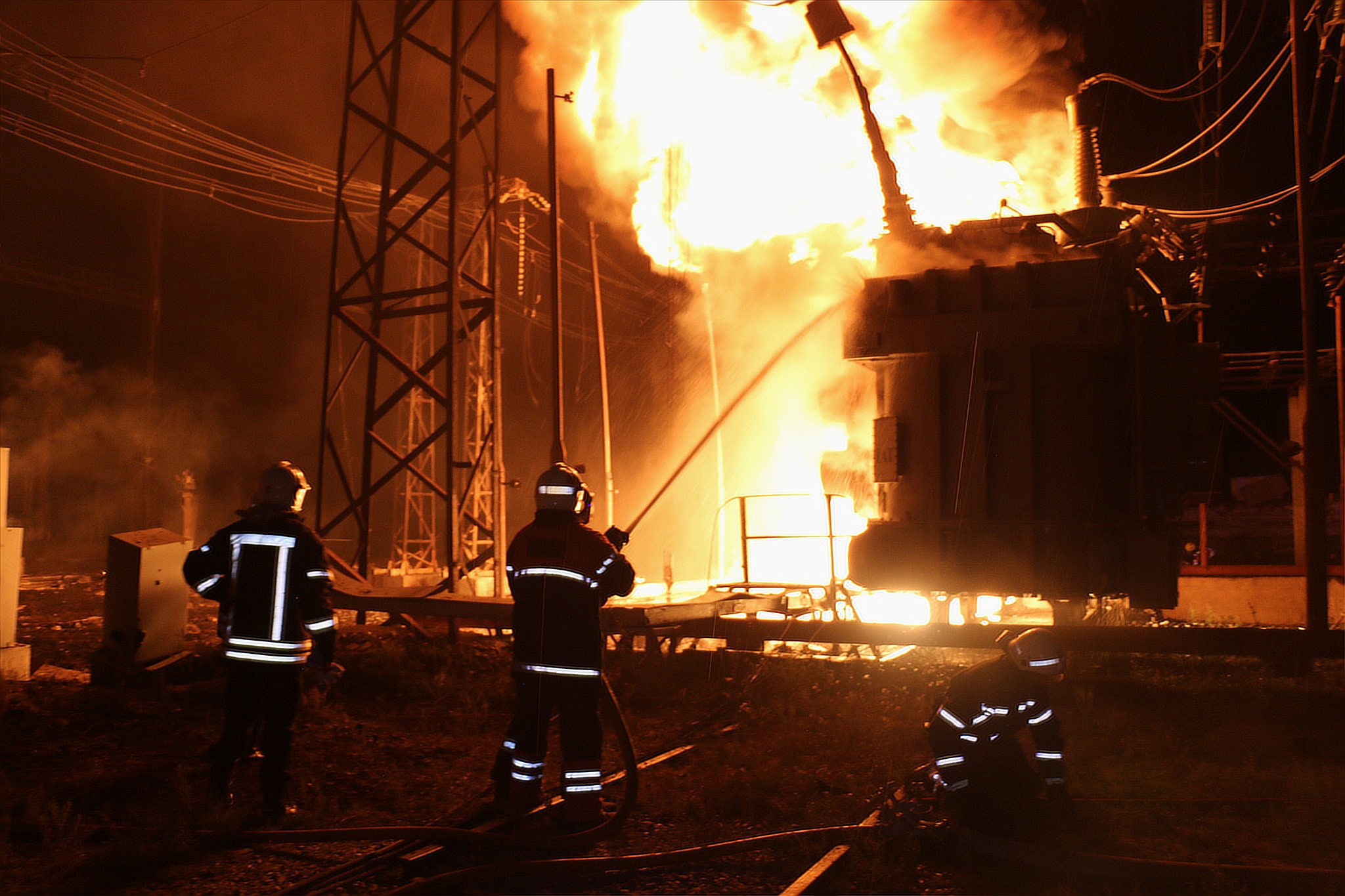
Pożar infrastruktury energetycznej w obwodzie charkowskim w wyniku wieczornego ostrzału. Infrastruktura krytyczna została trafiona pociskami w kilku regionach, w wyniku czego nie było prądu i wody.

Rosyjskie Ministerstwo Obrony opublikowało mapę, która potwierdziła, że siły rosyjskie w rejonie Charkowa wycofały się na wschodni brzeg rzeki Oskoł. Potwierdzono również, że miejscowości Kozacza Łopań, Wołczańsk i Łypci znalazły się pod kontrolą sił ukraińskich. Późnym popołudniem Ministerstwo Obrony Rosji ogłosiło formalne wycofanie wojsk z prawie całego obwodu charkowskiego, stwierdzając, że „operacja ograniczenia i przeniesienia wojsk” była w toku. Z kolei szef władz obwodu charkowskiego Ołeh Syniehubow powiedział, że liczba wyzwolonych miejscowości przekroczyła ponad 40, stwierdzając, że jest ich więcej, jednak nie może podać ich liczby ze względu na cele operacji SZ Ukrainy. Na północy i kierunku północno-wschodnim Ukraińcy utrzymywali swoje pozycje, a Rosjanie starali się je atakować przy użyciu wszystkich rodzajów broni.
Według SG Ukrainy „w wyniku udanej kontrofensywy siły rosyjskie szaleńczo opuszczały swoje pozycje i uciekały ze swoimi łupami na wciąż okupowane terytoria lub do Rosji; zostali również zmuszeni do wycofania się ze swoich pozycji w kilku miastach i wsiach w obwodzie chersońskim”. Opublikowano także nagrania, na których żołnierze ukraińscy znajdowali się przy przejściach granicznych w obwodzie charkowskim, m.in. Hoptiwka-Niechotiejewka. Później Sztab podał, że siły ukraińskie wyparły Rosjan z ponad 20 miejscowości w ciągu ostatniej doby i trwało przejmowanie całkowitej kontroli nad obszarami w obwodach charkowskim i donieckim. Z kolei w obwodzie ługańskim siły rosyjskie opuściły miasto Swatowe. Na kierunku chersońskim w wyniku walk Rosjanie ponieśli znaczne straty wśród żołnierzy; według doniesień 810 Samodzielna Gwardyjska Brygada Piechoty Morskiej straciła 85% personelu. Ponadto w ciągu 24h ponad 30 miejscowości było celem rosyjskich ataków rakietowych i lotniczych skierowanych na obiekty wojskowe i cywilne. W odpowiedzi na ukraińską kontrofensywę Rosja po godz. 18:00 czasu lokalnego przeprowadziła ataki rakietami manewrującymi Kalibr na obiekty infrastruktury krytycznej, w tym Charkowską Elektrociepłownię-5, w wyniku czego obwody połtawski, sumski, charkowski, dniepropietrowski, doniecki (częściowo odeski i zaporoski) zostały pozbawione prądu i częściowo odcięte od wody. Władze obwodu dniepropietrowskiego informowały również o ostrzałach ważnych obiektów infrastruktury i wywołanych tym awariach prądu w kilku miastach.
Ministerstwo Obrony Wielkiej Brytanii podało, że Rosja nakazała wycofanie swoich wojsk z całego obwodu charkowskiego na zachód od rzeki Oskił; w tym regionie pozostały tylko pojedyncze skupiska oporu. W czasie kontrofensywy „Ukraina odzyskała terytorium co najmniej dwa razy większe od Wielkiego Londynu”. W okolicach Chersonia, Rosja miała problemy z przerzuceniem wystarczających rezerw na linię frontu przez rzekę Dniepr, z kolei most pontonowy, który Rosjanie zaczęli budować dwa tygodnie wcześniej, pozostawał niekompletny. Natomiast ukraińska artyleria dalekiego zasięgu atakowała przeprawy na Dnieprze tak często, że Rosja nie miała możliwości przeprowadzenia napraw uszkodzonych mostów. Według ISW Ukraińcy odnieśli ważne zwycięstwo operacyjne, odbijając prawie cały obwód charkowski. Stwierdzono, że ukraińska kampania była dobrze zaplanowana i umiejętnie przeprowadzona. Starano się w pełni wykorzystać skuteczność uzbrojenia przekazanego przez Zachód i jednocześnie odwrócono uwagę Rosji informacjami o kontrofensywie na południu. Z kolei wyzwolenie Iziumu pogrzebało plany Rosję dot. zajęcia całego Donbasu. Siły rosyjskie utknęły w małych miejscowościach w pobliżu Bachmutu, a po stracie Iziumu nawet zajęcie tego miasta nie będzie stanowić podstawy dla żadnej znaczącej ofensywy. Jednakże kontrofensywa nie zakończy wojny i prawdopodobnie osiągnie swoją kulminację, pozwalając Rosjanom na utworzenie nowych linii obronnych i na ograniczone ataki. Ukraina będzie potrzebowała kolejnych kontrofensyw w celu wyzwolenia reszty kraju, a wojna prawdopodobnie przedłuży się do 2023 roku. Zdaniem Instytutu nie ma także podstaw, aby sądzić, że ogłoszona przez Ukrainę kontrofensywa na południu kraju była tylko manewrem zmylającym, ponieważ atakowano pozycje rosyjskie i osiągnięto postępy w kilku ważnych miejscach po zachodniej stronie Dniepru; odcięto także rosyjskie linie zaopatrzenia, niszcząc mosty oraz atakując rosyjskie przeprawy pontonowe i promowe. Tymczasem siły ukraińskie dotarły do Wołczańska i Wełykyj Burłuk, na południe od granicy oraz toczyły bitwy pozycyjne i przeprowadzały ataki na rosyjskie zasoby wojskowe, logistyczne i transportowe wzdłuż osi południowej. Z kolei Rosjanie przeprowadzili ograniczone ataki w rejonach Awdijiwki i Bachmutu.

### 12 września
Według doniesień na froncie południowym siły rosyjskie wycofały się z Kyseliwki, miejscowości położonej 15 km od Chersonia. Ukraińska armia podała również, że linia frontu w obwodzie chersońskim przesunęła się o 12 km i odzyskano 500 km², w tym 13 miejscowości. Następnie gubernator obwodu ługańskiego Serhij Hajdaj oświadczył, że Rosjanie opuścili Kreminnę trzy dni wcześniej; ukraińską flagę podnieśli miejscowi mieszkańcy, gdy siły ukraińskie nie wkroczyły jeszcze do miasta. Powiedział również, że siły rosyjskie uciekły ze Starobielska, dodając, że miasto było „praktycznie puste”. Po południu armia ukraińska poinformowała, że odbite zostało małe miasteczko Świętogórsk (Swiatohirśk) w północnym obwodzie donieckim, które Rosja zajęła na początku czerwca. Wieczorem prezydent Wołodymyr Zełenski stwierdził, że „od początku września do dzisiaj ukraińscy żołnierze wyzwolili ponad 6 tys. km² terytorium Ukrainy na południu i na wschodzie. Postępy naszych wojsk są kontynuowane”.
Sztab Ukrainy poinformował o wyzwoleniu kolejnych miejscowości w obwodzie chersońskim, m.in. Wyskopilii, Nowowozneskiego, Biłohirki, Myrolubiwki i Suchyj Stavok. Rosjanie koncentrowali wojsko w okolicach Chersonia, spodziewając się ataku na miasto. Następnie siły rosyjskie dokonały ataków rakietowych na infrastrukturę krytyczną w ukraińskich miastach; celem były obiekty energetyczne i wodociągowe, zakłady i budynki mieszkalne w Charkowie, Zaporożu, Kostiantyniwce, Słowiańsku i Kramatorsku. Rosjanie przeprowadzili ok. pięciu ataków rakietowych i ponad 10 lotniczych. Ponadto kontynuowano ostrzały wzdłuż linii frontu. Ukraińcy odparli ataki w rejonie miejscowości Majorsk, Mikołajiwka Druha, Bachmut, Krasnohoriwka, Marjinka i Nowomychajliwka. Według strony ukraińskiej Rosja wstrzymała wysyłanie na Ukrainę nowych, sformowanych oddziałów. Przyczyną tego miała być duża liczba odmów ze strony ochotników, wynikająca z sytuacji na froncie, braku zaufania do dowództwa, duże straty i złe traktowanie rannych. Sztab Generalny podał również, że w miejscowościach będących pod okupacją rosyjską i tych wyzwalanych przez Ukraińców codziennie odnotowywano do 200 zbrodni wojennych oraz dowodów na łamanie międzynarodowego prawa humanitarnego i praw prowadzenia wojny. Ponadto występowało „duże zagrożenie minami w wyzwalanych miastach i wsiach; ponad 70 tys. km² w dziesięciu obwodach było zaminowanych amunicją i substancjami wybuchowymi”.
Według dziennikarza Forbesa Davida Axe’a w wyniku ukraińskiej kontrofensywy Rosja traciła codziennie sprzęt i żołnierzy o sile batalionu. Jego zdaniem w ciągu niespełna dwóch tygodni zniszczono, uszkodzono lub przejęto 1200 rosyjskich czołgów, wozów bojowych, ciężarówek, śmigłowców i samolotów oraz zabito tysiące żołnierzy i wielu wzięto do niewoli.
Brytyjskie Ministerstwo Obrony podało, że 1 Gwardyjska Armia Pancerna, jedna z najbardziej doborowych rosyjskich armii, wycofała się z obwodu charkowskiego, a jej zdolności bojowe zostały mocno zdegradowane. Z kolei Ukraińcy donosili o odbijaniu z rąk rosyjskich kolejnych miejscowości na wschodzie kraju. W opinii ISW siły ukraińskie odnosiły sukcesy również na południu kraju, osiągając znaczące postępy w obwodzie chersońskim i systematycznie obniżając zdolności bojowe Rosjan na tym obszarze; atakowali również rosyjskie zasoby wojskowe i pozycje. Ponadto Rosjanie wycofali się ze wsi Kyseliwka 15 km na północny zachód od Chersonia; według zdjęć satelitarnych zniknęły prawie wszystkie rosyjskie pojazdy wojskowe z tamtejszych pozycji. Z kolei rzeczniczka dowództwa operacyjnego Południe Natalia Humeniuk podała także, że Rosjanie na prawym brzegu Dniepru próbowali negocjować poddanie się na mocy prawa międzynarodowego. Siłom rosyjskim nie udało się także wzmacnić obrony na nowej linii frontu po ukraińskiej kontrofensywie w obwodzie charkowskim. Rosyjskie wojska uciekały z tego obszaru lub były przesuwane na inne kierunki. Ponadto odbicie Iziumu przez Ukrainę prawdopodobnie obniżyło zdolność sił rosyjskich do prowadzenia ataków artyleryjskich wzdłuż autostrady Izium – Słowiańsk.

### 13 września
Według SG Ukrainy Rosjanie przeprowadzili dwa ataki rakietowe, osiem lotniczych i 13 ostrzałów na cele w Ukrainie. Z artylerii, czołgów i moździerzy ostrzelano infrastrukturę wojskową i cywilną wzdłuż linii frontu. Siły ukraińskie odparły ataki rosyjskie w rejonie miejscowości Zajcewe, Odradiwka, Bachmut, Bachmutske, Weseła Dołyna, Awdijiwka, Bezimenne i Nowohryhoriwka. Wojska rosyjskie nadal dopuszczały się grabieży na terenie Ukrainy, m.in. na trasie Starobielsk–Ługańsk znajdowało się ok. 300 samochodów wypełnionych skradzionymi rzeczami. Później podano, że siły rosyjskie bezskutecznie atakowali w okolicach Bachmutu, m.in. we wsi Spirne oraz na obrzeżach Doniecka. Rosjanie na całej linii frontu atakowali za pomocą lotnictwa, rakiet i artylerii. Z kolei ukraińska artyleria niszczyła składy amunicji i punkty dowodzenia. Prezydent Wołodymyr Zełenski stwierdził, że Ukraińcy przejęli pełną kontrolę nad 4 tys. km² terenu odbitego z rąk rosyjskich oraz stabilizowali sytuację na takim samym obszarze, wykrywając pozostałych Rosjan i grupy sabotażowe oraz zatrzymując kolaborantów.
Siły rosyjskie w dalszym ciągu odczuwały braki kadrowe. Według Sztabu Ukrainy Rosjanie doznali w ostatnim czasie poważnych strat w składzie osobowym podczas walk na froncie; agencja UNIAN, powołując się na dziennik „Die Welt”, podała, że liczba żołnierzy, którzy trafili do niewoli, jest szacowana w tysiącach. Wśród nich byli oficerowie wysokiej rangi. W związku z tym, aby zrekompensować straty Rosjanie prowadzili przymusową mobilizacją na zajętych terytoriach w Donbasie, m.in. w Gorłówce wyłapywani byli mężczyźni. Z kolei na terenie Rosji do szeregów rosyjskiej armii wcielani byli np. więźniowie. Ponadto Rosja podejmowała działania mające na celu uzupełnienie korpusu młodszych oficerów.
Według ukraińskiego wywiadu Rosja próbowała kupić w Tadżykistanie sprzęt i pociski do artylerii wyprodukowanej w czasach ZSRR. Stronę rosyjską interesowały m.in. pociski do BM-27 Uragan i 2S7 Pion oraz silniki do bojowych wozów piechoty BMP-1 i BMP-2. Brytyjskie Ministerstwo Obrony podało, że w wyniku kończących się zapasów uzbrojenia Rosja sprowadzała coraz więcej uzbrojenia z innych krajów obłożonych sankcjami, takich jak Iran i Korea Północna. Ukraińska armia poinformowała, że po raz pierwszy zestrzelono irańskiego drona bojowego Shahed-136 w okolicach Kupiańska. Według Ministerstwa strata drona w pobliżu linii frontu sugerowała, iż Rosja próbowała używać ich do prowadzenia uderzeń taktycznych, a nie ataków na cele strategiczne w głębi ukraińskiego terytorium. W opinii ISW ukraińska kontrofensywa w obwodzie charkowskim wywołała panikę wśród rosyjskich cywilów i żołnierzy na zajętych terenach. Władze Rosji po raz pierwszy od początku wojny przyznały się do porażki, jednak propagandyści próbowali zrzucić odpowiedzialność z Putina, obwiniając o to „źle poinformowanych doradców wojskowych z otoczenia prezydenta”. Kreml prawdopodobnie starał się wykorzystać porażkę w obwodzie charkowskim do ułatwienia wysiłków na rzecz mobilizacji, intensyfikując retorykę patriotyczną i dyskusje nt. pełniejszej mobilizacji, jednocześnie rewidując ustawę Dumy Państwowej zezwalającą wojsku na wysyłanie pocztą wezwania do regularnego co pół roku poboru. Tymczasem siły ukraińskie kontynuowały ataki lądowe wzdłuż linii Łyman–Jampil–Biłohoriwka w północnym obwodzie donieckim i przeprowadzały ograniczone ataki przez rzekę Oskił w obwodzie charkowskim. Źródła ukraińskie i rosyjskie donosiły, że Ukraińcy kontynuowali ataki w trzech kierunkach obwodu chersońskiego w ramach południowej kontrofensywy. Z kolei Rosjanie odnotowali pewne zdobycze na południe od Bachmutu i kontynuowali ataki w całym obwodzie donieckim.

### 14 września

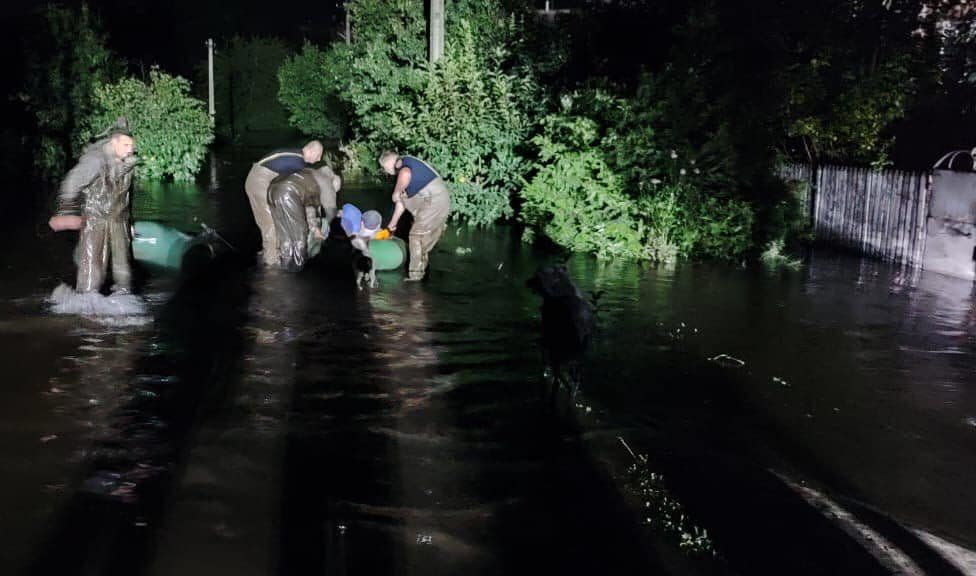
Powódź po uderzeniu rosyjskiej rakiety na tamę na zbiorniku Karaczunowskim (obwód dniepropetrowski)

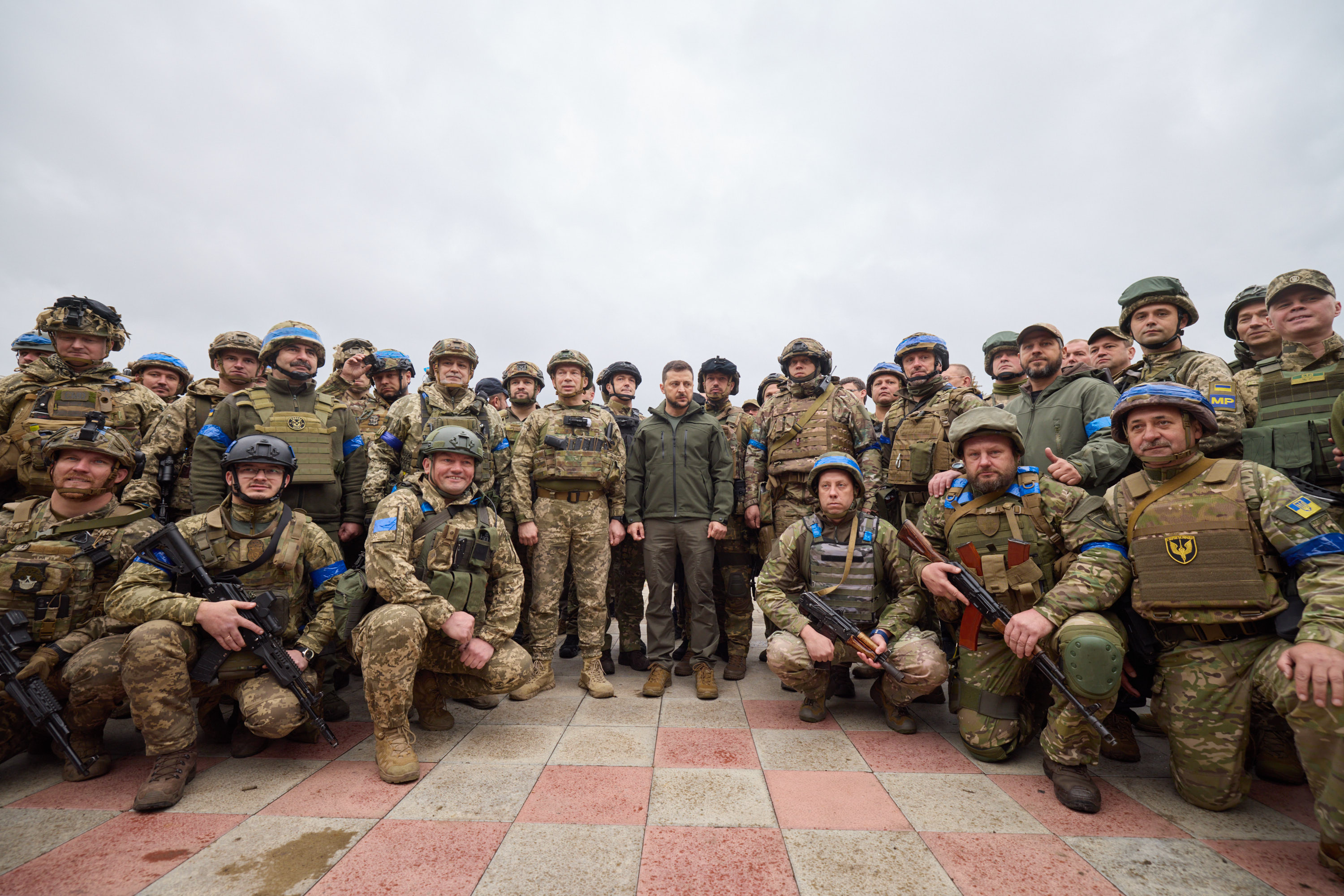
Wyjazd roboczy Wołodymyra Zełenskiego do obwodu charkowskiego

Sztab Ukrainy podał, że siły rosyjskie skupiały się na próbie całkowitego zajęcia obwodu donieckiego, utrzymania zajętych obszaró i powstrzymania ofensywy armii ukraińskiej. Siły ukraińskie odparły ataki w pobliżu ośmiu miejscowości w obwodzie donieckim. W rejonie charkowskim intensywność ostrzałów została znacznie zmniejszona. W ciągu ostatnich 24h Rosjanie przeprowadzili osiem uderzeń rakietowych, cztery naloty i 15 ataków rakietowych, uszkadzając infrastrukturę 15 w miejscowościach. Z kolei ukraińskie lotnictwo przeprowadziło 11 ataków, w wyniku których trafiono sześć pozycji Rosjan i trzy stanowiska przeciwlotnicze. Później podano, że Rosja „starała się wzmocnić pierwszą linię obrony w obwodach donieckim i zaporoskim poprzez przerzucenie tam rezerwowych jednostek z 3. Korpusu Armijnego”, a także przerzucała pozostałe siły z obwodu charkowskiego na inne fronty, „aby utrzymać tymczasowo zajęte terytorium”. Ponadto jednostki rosyjskie działające wzdłuż linii frontu miały „problemy z dostępem do określonych rodzajów amunicji dla artylerii i wojsk rakietowych”. Rosjanie przeprowadzili w ciągu doby łącznie osiem uderzeń rakietowych, 19 nalotów i 86 ataków rakietowych na cele wojskowe i cywilne. Natomiast ukraińska obrona przeciwlotnicza strąciła cztery rosyjskie samoloty, trzy Su-25 i bombowiec Su-24M. Siły rosyjskie wystrzeliły osiem pocisków manewrujących na tamę na zbiorniku Karaczunowskim, powodując rozległe powodzie w Krzywym Rogu i wzrost poziomu wody o 2,5 m w rzece Ingulec.
Według brytyjskiego MON Ukraińcy konsolidowali swoją kontrolę nad wyzwolonymi terenami w obwodzie charkowskim, natomiast siły rosyjskie w większości wycofały się już z obszaru na zachód od rzeki Oskoł. Zdaniem Ministerstwa wycofywanie się Rosjan przed ukraińską kontrofensywą tydzień wcześniej było różnorodne; część jednostek zrobiła to w sposób kontrolowany, zaś inne uciekły w panice, porzucając wartościowy sprzęt, m.in. radar rozpoznania artyleryjskiego Zoopark-1 czy pojazd dowodzenia i kontroli artylerii 1V14. W ocenie ISW Rosjanie wyłączyli mobilny internet w obwodzie ługańskim w celu utrzymać kontroli informacyjnej, podczas gdy wojskowi, urzędnicy i kolaboranci uciekali z zajętego przez Ukraińców obwodu charkowskiego. Kontrofensywa w obwodzie charkowskim w dalszym ciągu osłabiała siły rosyjskie, zagrażając artylerii i obronie przeciwlotniczej. Źródła ukraińskie i rosyjskie informowały również o atakach ukraińskich na północy obwodu chersońskiego, jednak nie było doniesień o dużych zdobyczach terytorialnych w tym regionie. Z kolei Rosjanie zaatakowali infrastrukturę hydrotechniczną w obwodzie dniepropetrowskim w celu zakłócenia zdolności Ukraińców do działań wokół rzeki Ingulec oraz kontynuowali ataki wokół Bachmutu oraz na północny i południowy zachód od Doniecka. Szef rosyjskiej firmy najemniczej Grupy Wagnera, Jewgienij Prigożyn, osobiście werbował więźniów na wojnę na Ukrainie.
Z kolei OSW podał, że Ukraińcy kontynuowali przejmowanie kontroli nad okupowaną częścią obwodu charkowskiego. Według strony ukraińskiej kontrofensywa trwała dalej, a jej celem było pełne wyparcie Rosjan z obwodu charkowskiego. Armia ukraińska wkroczyła do Świętogórska (Swiatohirśka) i kontynuowała wypieranie Rosjan od strony obwodu donieckiego. Nie udało się przełamać rosyjskiej obrony w okolicy Łymanu. Siły rosyjskie atakowały pozycje ukraińskie w Donbasie i poczyniły niewielkie postępy dzięki atakom w kierunku Bachmutu, lecz zostały powstrzymywane w pobliżu Odradiwki. Ukraińcy odpierali natarcia na Bachmut od wschodu oraz na północny i południowy wschód od miasta. Niepowodzeniem zakończyły się ataki na Awdijiwkę oraz w rejonie Siewierska i Gorłówki. Próby ataków w obwodach mikołajowskim i chersońskim także zostały odparte. Rosyjska artyleria kontynuowała ostrzał pozycji ukraińskich wzdłuż linii frontu. Zintensyfikowano ostrzał Mikołajowa i Nikopola. Atakowano także Charków, Łozową, Słowiańsk, Kramatorsk, Konstantynówkę, Zaporoże i okoliczne miejscowości, rejony basztański, mikołajowski. krzyworoski i nikopolski. Z kolei Ukraińcy atakowali obwód chersoński, m.in. przeprawy pontonowe na Dnieprze oraz mosty Antonowski i Kachowski.

### 15 września

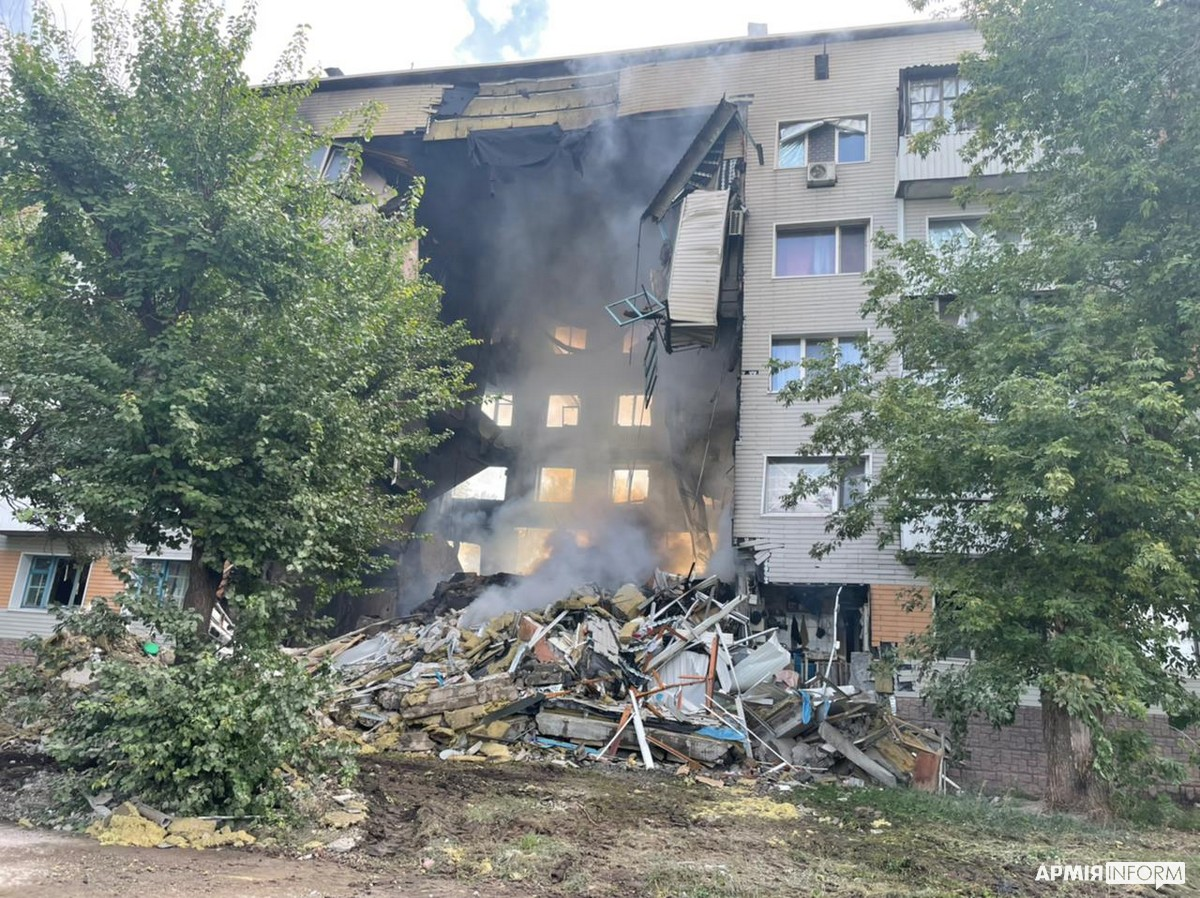
5-piętrowy blok w mieście Bachmut po rosyjskim nalocie

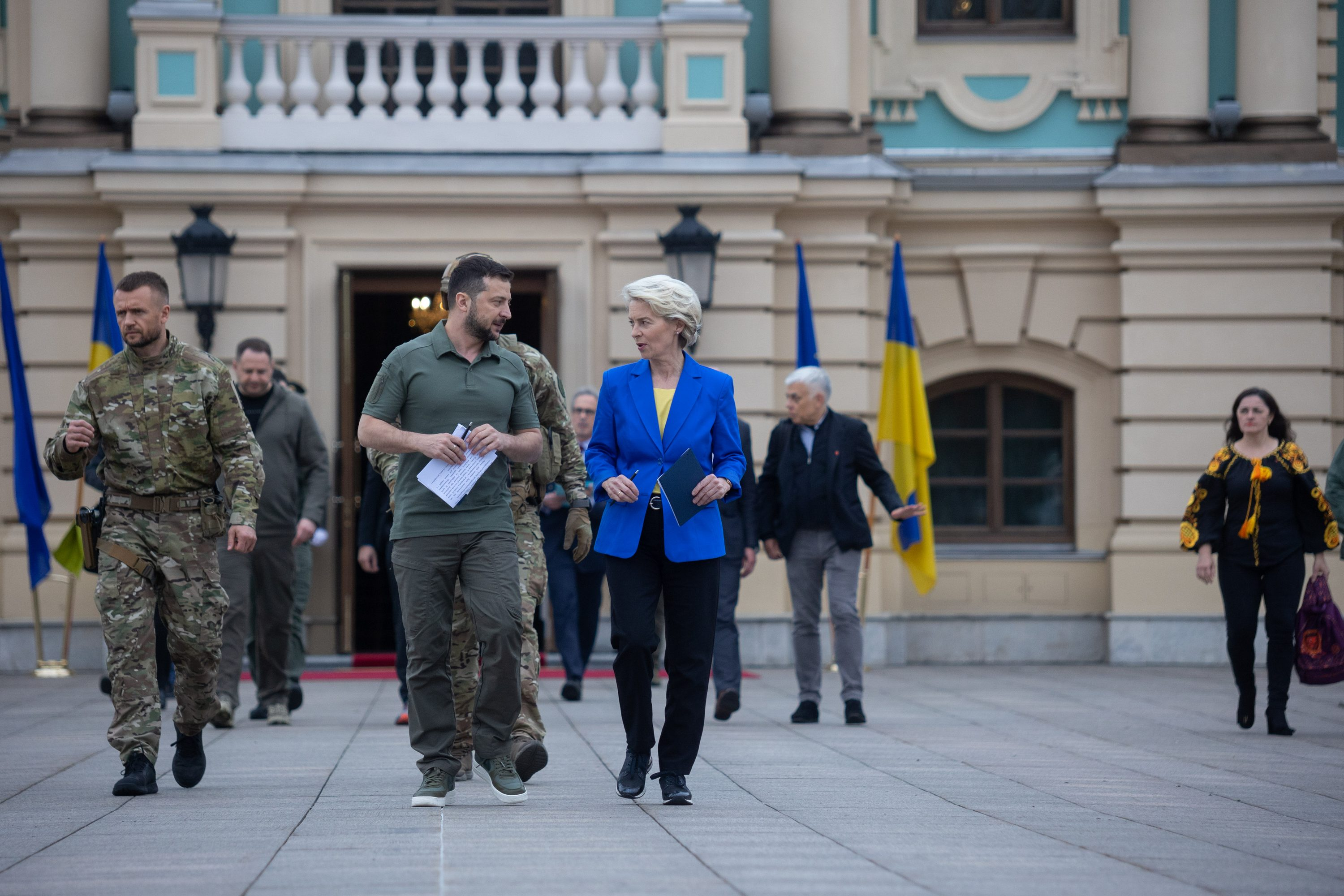
Spotkanie prezydenta Zełenskiego z przewodniczącą Komisji Europejskiej Ursulą von der Leyen

Według SG Ukrainy Rosjanie koncentrowali się na próbach przerwania działań Ukraińców na poszczególnych odcinkach frontu. Przeprowadzili w ciągu doby 11 ataków rakietowych, 15 nalotów i 96 ostrzałów na cele ukraińskie. W wyniku ataków na dzielnice mieszkalne i obiekty cywilne, zostały uszkodzone budynki w ponad 30 miejscowościach. Ponadto Rosjanie ostrzeliwali pozycje ukraińskie wzdłuż linii frontu. Z kolei armia ukraińska odparła ataki w rejonie miejscowości Odradiwki, Zajcewego, Bachmutu, Wesełej Dołyny, Awdijiwki i Nowomychajliwki. Rosjanie ponieśli duże straty podczas ataków na miejsca koncentracji żołnierzy w rejonie Chersonia, Wasyliwki, Perewalśka i innych. Ukraińskie lotnictwo przeprowadziło 18 nalotów na rosyjskie wojska i sprzęt; potwierdzono 13 trafień w pozycje przeciwnika, miejsca koncentracji żołnierzy i sprzętu oraz pięć w stanowiska obrony powietrznej. Według ukraińskiej policji, w Izium znaleziono groby z ponad 440 ciałami cywilów i żołnierzy ukraińskich.
Stany Zjednoczone ogłosiły 21. pakiet pomocy dla Ukrainy o wartości 600 milionów dolarów, w tym dodatkową amunicję HIMARS, 36 tys. pocisków artyleryjskich 105 mm, tysiąc pocisków 155 mm, systemy przeciwdronowe, sprzęt zimowy i noktowizory.
Ministerstwo Obrony Wielkiej Brytanii podało, że wśród rosyjskich więźniów ruszyła kampania rekrutacyjna do wojska, którym proponowano złagodzenie wyroków i gratyfikację finansową w zamian za służbę w oddziałach Grupy Wagnera. Z kolei szkoły wojskowe skracały okres szkolenia, aby wysłać kadetów na front. Według Ministerstwa największe braki w personelu były wśród dowódców niższego szczebla i w piechocie. Z kolei w opinii ISW władze rosyjskie zareagowały na porażkę w obwodzie charkowskim, zwiększając wysiłki na rzecz nieoficjalnej mobilizacji; po raz pierwszy ogłoszono ogólnokrajową kampanię werbunkową. Z kolei Ukraińcy kontynuowali kontrofensywę na wschodzie kraju, coraz bardziej naciskając na rosyjskie pozycje i linie logistyczne we wschodnim Charkowie, północnym Ługańsku i wschodnim obwodzie donieckim. Kontynuowali również ataki na południowy zachód od Iziumu, w pobliżu Łymanu i na wschodnim brzegu rzeki Oskoł, zmuszając rosyjskie wojska do wycofania się z niektórych obszarów na wschodzie kraju i wzmocnienia innych kierunków. Źródła rosyjskie i ukraińskie donosiły też o ukraińskich atakach na północny zachód od Chersonia, w pobliżu ukraińskiego przyczółka nad rzeką Ingulec i na południe od granicy obwodu chersońsko–dniepropetrowski. Z kolei Rosjanie przeprowadzili ograniczone ataki i wzmacniali swoje pozycje na osi wschodniej.

### 16 września
Sztab Ukrainy poinformował, że Rosjanie przeprowadzili ataki na kierunku bachmuckim, jednak nie odnieśli sukcesu i wycofali się. Na kierunku awdijiwskim siły rosyjskie prowadziły natarcie, jednak zostały odparte. Na kierunkach nowopawłowskim i zaporoskim siły ukraińskie również powstrzymali ataki. Na kierunku południowobużańskim Rosjanie próbowali przeprowadzić ofensywę, jednak również bez skutku, ostatecznie wycofali się. Na pozostałych kierunkach Rosja prowadziła ostrzały artyleryjskie i rakietowe. Według brytyjskiego Ministerstwa Obrony siły ukraińskie kontynuowały ataki w obwodzie charkowskim, gdzie rosyjska obrona oparła się pomiędzy rzeką Oskoł a miejscowością Swatowe. Był to ważny obszar dla Rosji ze względu na jedną z nielicznych pozostałych linii zaopatrzenia z obwodu biełgorodzkiego; przebiegała wzdłuż granicy obwodu ługańskiego, części Donbasu. W opinii Ministerstwa
„utrata terytorium w obwodzie ługańskim ewidentnie podważyłaby rosyjską strategię. Rosja będzie prawdopodobnie prowadziła w tym regionie upartą obronę”.
ISW podał, że władze rosyjskich regionów poszły za apelem Ramzana Kadyrowa i zintensyfikowały działania, mające na celu zgromadzenie dodatkowych sił do walki na Ukrainie, które nadal pochodziły z nieoficjalnej lub „ukrytej” mobilizacji. Tworzenie nowych batalionów poparły m.in. władze w Kirowie, na Krymie, w Magadanie, Woroneżu, Czuwaszji, Baszkirii czy Kemerowie. Z kolei władze ukraińskie odkryły miejsce zbiorowego pochówku ofiar pod Iziumem. Ukraina oceniła, że „liczba zbrodni wojennych w Iziumie może być większa niż w Buczy”, natomiast policja podała, że w obwodzie charkowskim odkryto 10 rosyjskich katowni, w Wołczańsku, Kupiańsku, Bałakliji i Iziumie. Prezydent Władimir Putin zagroził rosyjskimi atakami na cywilną infrastrukturę, jeśli Ukraina będzie kontynuować ataki na obiekty wojskowe w Rosji. Tymczasem siły ukraińskie zdobyły całe miasto Kupiańsk, kontynuując operacje na wschód od rzeki Oskoł. Ukraińcy zaatakowali również rosyjską kwaterę główną w Chersoniu, prawdopodobnie przy użyciu M142 HIMARS, i kontynuowali ataki na trzech obszarach obwodu chersońskiego w ramach południowej kontrofensywy. Z kolei OSW stwierdził, że Ukraińcy wkroczyli do kolejnych miejscowości na wyzwolonych terenach, Wełyki Prochody i Mali Prochody na północ od Charkowa. Trwały walki w obwodzie donieckim, w którym odparto ataki na Bachmut, w rejonie Doniecka i na południowy wschód od Siewierska. Po wielotygodniowych starciach siły ukraińskie wycofały się z Majorśka. Niepowodzeniem zakończyły się rosyjskie ataki na Iwaniwkę na północy obwodu chersońskiego i ukraińskie dążenia do zajęcia Kyseliwki. Rosjanie kontynuowali ostrzały i bombardowania pozycji ukraińskich wzdłuż linii frontu. Celem ataków był Charków, Wołczańsk, Zołocziw, Krzywy Róg, Nikopol oraz miejscowości w obwodzie dniepropetrowskim oraz w okolicach Mikołajowa i Zaporoża. Z kolei Ukraińcy atakowali głównie pozycje rosyjskie w obwodzie chersońskim, m.in. przeprawę promową w Chersoniu.

### 17 września

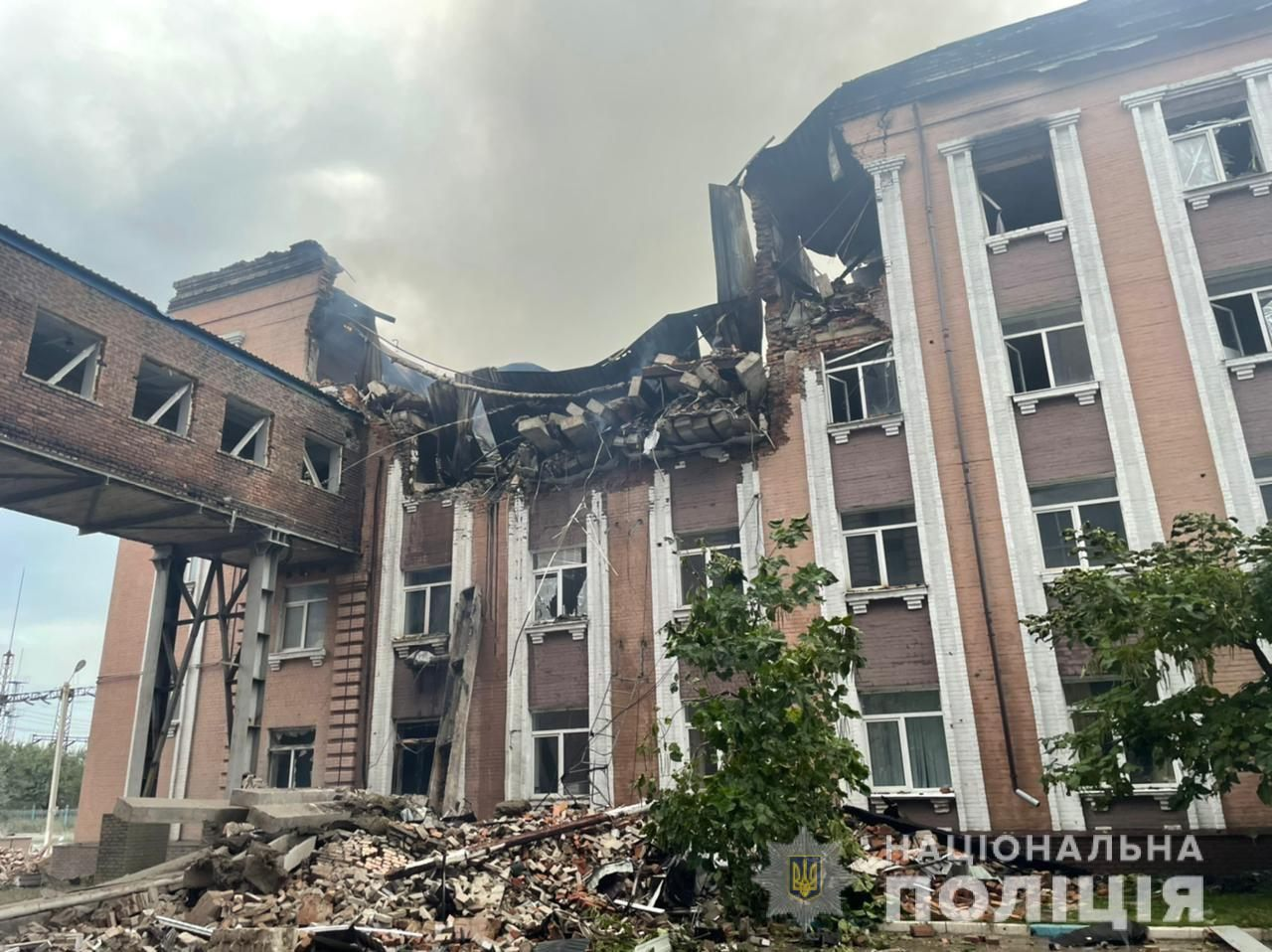
Elektrociepłownia w Słowiańsku po rosyjskim ostrzale

Armia ukraińska podała, że wsie Dibrowa, Ozerne i Szczurowe na północy obwodu donieckiego zostały odbite. SG Ukrainy podał, że w związku z działaniami Ukraińców na południu kraju Rosjanie przygotowywali nowe trasy w celu umożliwienia sobie drogi odwrotu w kierunku Chersonia. W wyniku tego w okolicach Kachowki zatopiono dziewięć wagonów, aby wybudować kolejną przeprawy przez Dniepr. Potwierdzono również, że 10 września br. na południu zginęło ok. 180 rosyjskich żołnierzy w wyniku „ataku na budynek przedsiębiorstwa Alcoresurs LLC, gdzie znajdował się personel i sprzęt wojskowy wroga”. Później poinformowano, że podczas odwrotu z obwodu charkowskiego siły rosyjskie poniosły duże straty; oddziały 11 Korpusu Armii (część Floty Czarnomorskiej) straciły ponad 50% żołnierzy i ponad 200 szt. sprzętu, a 64 Samodzielna Brygada Zmechanizowana miała stracić 90% żołnierzy, zabitych, rannych i dezerterów. Rosjanie ponieśli też duże straty na kierunku awdijiwskim, tracąc dziennie ok. 30 żołnierzy. Siły rosyjskie nadal koncentrowały na uzyskaniu pełnej kontroli nad obwodem donieckim, organizacji obrony i utrzymania zajętych terenów. W ciągu 24h Rosjanie przeprowadzili sześć ataków rakietowych, 28 nalotów i ponad 90 ostrzałów wzdłuż linii frontu. Z kolei Ukraińcy odparli ataki w rejonie miejscowości Mychajliwka Druha, Weseła Dołyna, Odradiwka, Marjinka, Nowomychajliwka i Prawdyne, natomiast lotnictwo i artyleria atakowały rosyjskie pozycje, punkty dowodzenia oraz magazyny amunicji i paliwa.
Brytyjski MON stwierdził, że od 24 lutego 2022 roku Rosja przeprowadziła „kilka tys. ostrzałów pociskami dalekiego zasięgu”, natomiast w ciągu ostatniego tygodnia coraz częściej atakowała infrastrukturę cywilną. Zdaniem Ministerstwa ma to na celu „osłabienie morale narodu i rządu Ukrainy”. Według ISW Rosjanie w dalszym ciągu traktowali priorytetowo operacje ofensywne wokół Doniecka i Bachmutu, zamiast skupić się na obronie przeciwko postępującej ukraińskiej kontrofensywie. W opinii Instytutu sukcesy terytorialne wokół tych miast mogą nie być wystarczające, aby zaszkodziły kontrofensywie. Tymczasem Ukraińcy rozbudowywali swoje pozycje na wschód od rzeki Oskił i na północ od Dońca, a ich dalsze postępy mogą spowodować, że Rosjanie nie będą w stanie utrzymać się wokół Łymanu, co otworzyłoby armii ukraińskiej drogę na Lisiczańsk i Siewierodonieck. Ponadto wyzwolono miejscowość na południowy zachód od Łymanu i kontynuowano rozbudowę pozycji w tym rejonie. Z kolei oddziały rosyjskie w Łymanie w znacznym stopniu tworzyły siły rezerwowe i pozostałości jednostek z obwodu charkowskiego. Rosjanie kontynuowali również ataki wokół Bachmutu i Awdijiwki. Źródła ukraińskie donosiły również o atakach partyzanckich na rosyjskie zasoby wojskowe i logistykę w obwodzie zaporoskim.

### 18 września
Sztab Generalny Ukrainy poinformował, że siły rosyjskie „skupiały swoje wysiłki na utrzymaniu okupacji obwodu donieckiego”. W ciągu ostatniej doby Rosjanie przeprowadzili ponad 20 nalotów i kilkadziesiąt ostrzałów artyleryjskich. Celem ataków była infrastruktura cywilna w ponad 30 miastach i wsiach; ostrzelano m.in. Mikołajów, Zaporoże i Sołedar. Według strony ukraińskiej Rosja nadal miała problemy z niedoborami ludzkimi i materiałowymi, w związku z tym na Ukrainę wysłano oddział, składający się z 400 przestępców z rosyjskiego Tambowa. Gubernatorzy obwodów charkowskiego, mikołajowskiego i dniepropietrowskiego poinformowali, że kilka miast (m.in. Izium, Czuhujew, Mikołajów i Nikopol) zostało ostrzelanych przez siły rosyjskie, w wyniku czego trafiono w budynki mieszkalne i handlowe, szpitale, stacje benzynowe i zakłady produkcyjne.
Według ISW prezydent Władimir Putin w coraz większym stopniu polegał na nieregularnych, słabo wyszkolonych jednostkach ochotniczych i zastępczych tworzonych doraźnie, zamiast próbować odbudować konwencjonalne jednostki sił lądowych. W opinii Instytutu „formowanie takich jednostek doprowadzi do dalszych napięć, nierówności i ogólnego braku spójności pomiędzy oddziałami”. Tymczasem siły ukraińskie nadal konsolidowały swoje pozycje na wschodnim brzegu rzeki Oskił w obwodzie charkowskim, pomimo rosyjskich starań o ich powstrzymanie. Z kolei Rosjanie w obwodzie chersońskim na południu Ukrainy „prawdopodobnie próbowali prowadzić bardziej przemyślany i kontrolowany odwrót”, aby uniknąć chaotycznej ucieczki, jaka miała miejsce wcześniej w obwodzie charkowskim. Jednakże ukraińska kontrofensywa w obwodzie chersońskim poczyniła pewne postępy, a oddziały rosyjskie próbowały raczej ją spowolnić niż odwrócić. Siły rosyjskie próbowały również atakować w obwodzie donieckim. Ponadto ISW podał, że Rosjanie ponieśli ogromne straty w sile roboczej i sprzęcie podczas walk na wschodniej Ukrainie, głównie podczas ukraińskiej kontrofensywy w obwodzie charkowskim. Według szacunków wiele rosyjskich jednostek pancernych i zmechanizowanych zostało prawdopodobnie skutecznie zniszczonych.

### 19 września
Ukraińska armia odbiła wieś Biłohoriwka w obwodzie ługańskim podczas natarcia na Lisiczańsk. SG Ukrainy poinformował, że Rosjanie skupiali się na utrzymaniu kontroli nad obwodem donieckim i organizacji obrony. Na okupowanych obszarach Donbasu była prowadzona akcja mobilizacyjna, z kolei na Syberii formowano cztery bataliony ochotnicze, w których korpus oficerski składał się z wykładowców Dalekowschodniej Wyższej Ogólnowojskowej Szkoły Oficerskiej. W ciągu 24h siły rosyjskie przeprowadziły 10 ataków rakietowych, 15 nalotów i 56 ostrzałów, atakując głównie infrastrukturę cywilną w ponad 33 miejscowościach, m.in. w Kramatorsku, Bachmucie, Majorsku, Sołedarze, Zaporożu, Mikołajowie czy Odessie. Rosjanie kontynuowali ostrzały z artylerii, czołgów i moździerzy wzdłuż linii frontu. Z kolei Ukraińcy odparli ataki w okolicy Majorska, Wesełego, Kurdiumiwki i Nowomychajliwki. W ciągu doby ukraińskie lotnictwo zaatakowało 24 miejsca koncentracji żołnierzy i sprzętu, cztery pozycje przeciwlotnicze i jeden magazyn amunicji, z kolei artyleria i wojska rakietowe ostrzelały sześć zgrupowań żołnierzy, sprzętu i broni, siedem miejsc nagromadzenia artylerii i trzy składy amunicji.
Rosyjski pocisk uderzył w okolicy Południowoukraińskiej Elektrowni Jądrowej w obwodzie mikołajowskim, uszkadzając budynki i sąsiednią elektrownię wodną. Reaktory jądrowe nie zostały uszkodzone. Według firmy Energoatom do wybuchu doszło ok. 300 m od reaktorów.
Według ISW wezwania do natychmiastowej aneksji samozwańczych republik w Donbasie, świadczyły o tym, że ukraińska kontrofensywa wywołała panikę wśród prorosyjskich separatystów. Instytut uważał, że aneksja zajętych terenów w sytuacji, gdy Rosja nie opanowała całych obwodów ługańskiego i donieckiego, „postawiłaby Kreml w dziwnej sytuacji żądania od sił ukraińskich deokupacji „rosyjskiego” terytorium i upokarzającej niemożności realizacji tych żądań”. Tymczasem Ukraińcy kontynuowali ograniczone lokalne ataki przez rzekę Oskił (przy granicy obwodu charkowskiego z ługańskim) i wzdłuż linii Łyman–Jampil–Biłohoriwka. Z kolei siły rosyjskie kontynuowały ataki na południe od Bachmutu. Siły ukraińskie w dalszym ciągu atakowały rosyjskie zasoby wojskowe, transportowe i logistyczne w obwodzie chersońskim. Natomiast OSW podał, że główne walki toczyły się w Donbasie. Ukraińcy odpierli ataki w rejonie Bachmutu i na południowy zachód od Doniecka. Walki trwały także na łączeniu obwodów chersońskiego i mikołajowskiego. Siły ukraińskie odpierały ataki na zachód od drogi Chersoń–Mikołajów i przy granicy z obwodem dniepropetrowskim. Ukraińcom nie udało się poszerzyć wyłomu na wschodnim brzegu rzeki Ingulec. Rosyjskie artyleria i lotnictwo kontynuowały ataki na pozycje ukraińskie wzdłuż linii frontu i obszary obwodów czernihowskiego i sumskiego. Pod ciężkim ostrzałem znalazły się rejony charkowski i czuhujewski oraz Awdijiwka i Bachmut. Atakowano również Charków, Mikołajów, Nikopol, Słowiańsk i Kramatorsk oraz miejscowości na południe od Krzywego Rogu i Zaporoża. Rosyjska rakieta trafiła w strefę przemysłową Południowoukraińskiej Elektrowni Jądrowej w Jużnoukrajinśku. Z kolei ukraińskie artyleria i lotnictwo atakowały głównie w obwodzie chersońskim, uderzono także w Swatowe, Donieck i Gorłówkę.

### 20 września
Sztab Ukrainy podał, że Rosja zamierzała przerzucić jednostki 217 pułku spadochronowo-desantowego z Syrii na Ukrainę w związku z problemami ze zmobilizowaniem nowych sił do walki. Posiłki miały trafić do obwodu donieckiego, gdzie Rosjanie ponosili znaczne straty. Wojska ukraińskie kontynuowały ataki na północy obwodu donieckiego, powoli nacierając na obszarach wokół Łymanu. Następnie ukraińskie Ministerstwo Obrony potwierdziło, że odbito miejscowość Jarowa. Z kolei na granicy Krymu i obwodu chersońskiego Rosjanie budowali fortyfikacje oraz szykowali się do obrony na terenach okupowanych.
Rosyjska Duma Państwowa zatwierdziła ustawę zakazującą dobrowolnego poddawania się i grabieży oraz zwiększyła kary m.in. za dezercję (niezgłoszenie się do służby wojskowej lub opuszczenie jej bez pozwolenia) czy zniszczenie własności wojskowej. Nielegalna stała się również odmowa podporządkowania się rozkazowi przełożonego lub udział w akcji zbrojnej.
Kierownictwo i administracja Donieckiej i Ługańskiej Republiki Ludowej ogłosiły, że przeprowadzą pseudoreferenda ws. przystąpienia do Rosji w dniach 23–27 września 2022 roku. Zastępca szefa Rady Bezpieczeństwa FR Dmitrij Miedwiediew oświadczył, że jego kraj może użyć „wszelkich środków samoobrony” po przystąpieniu tych terytoriów do Rosji. Wyznaczony przez Rosję gubernator obwodu chersońskiego, częściowo okupowanego przez wojska rosyjskie, również zadeklarował, że chce przeprowadzić referendum dot. przyłączenia do Rosji. Z kolei rosyjska administracja w obwodzie zaporoskim (w 75% okupowanym przez Rosjan) stwierdziła, że także chce przeprowadzić w krótkim czasie głosowanie ws. włączenia go do FR. Według rosyjskiego urzędnika w głosowaniu nie weźmie udziału 700 tys. mieszkańców Zaporoża. Według brytyjskiego Ministerstwa Obrony pilna potrzeba przeprowadzenia referendów w obwodach donieckim, ługańskim, chersońskim i zaporoskim była spowodowana obawą przed nieuchronnym atakiem ukraińskim i oczekiwaniem większego bezpieczeństwa po formalnym przyłączeniu ich do Rosji.
W opinii ISW plany aneksyjne były skierowane głównie do obywateli Rosji, aby zwiększyć możliwości tworzenia ochotniczych oddziałów poprzez używanie argumentu o „obronie” nowych ziem. Aneksja była widziana jako możliwość powstrzymywania ukraińskiej kontrofensywy, w wyniku czego „ukraińskie próby wyzwolenia okupowanych terytoriów będą przedstawiane jako ataki na Rosję”. Ponadto Putin i jego współpracownicy uświadomili sobie, że wojska, którymi dysponowała Rosja, były niewystarczające do zdobycia Ukrainy, natomiast próby pozyskiwania nowych sił przez dobrowolną mobilizację nie dały wystarczających rezultatów. Tymczasem siły ukraińskie zakłócały rosyjskie wysiłki na rzecz przywrócenia lądowych linii komunikacyjnych przez rzekę Dniepr w obwodzie chersońskim. Z kolei Rosjanie atakowali ukraińską infrastrukturę hydrotechniczną w obwodach charkowskim i ługańskim, aby zagrozić pozycjom ukraińskim wzdłuż rzeki Doniec. Ponadto przeprowadzili ataki w obwodzie donieckim i kontynuowali ostrzały artyleryjskie w całym obwodzie zaporoskim.

### 21 września
Według SG Ukrainy Rosjanie skupiali się na pełnym zajęciu obwodu donieckiego, organizowaniu obrony i zakłócaniu działań Ukraińców na poszczególnych obszarach. W ciągu 24h siły rosyjskie przeprowadziły osiem ataków rakietowych, 16 nalotów i 115 ostrzałów na cele wojskowe i cywilne. Uszkodzeniu uległa infrastruktura ponad 40 miejscowości. Z kolei ukraińskie lotnictwo w ciągu minionej doby przeprowadziło 41 nalotów na pozycje rosyjskie, w wyniku czego zniszczono 21 miejsc koncentracji żołnierzy i sprzętu oraz 15 stanowisk przeciwlotniczych, natomiast artyleria ostrzelała 24 obiekty, niszcząc m.in. cztery punkty kontrolne i siedem magazynów amunicji. Rosjanie w dalszym ciągu prowadzili ostrzał infrastruktury krytycznej, głównie elektrowni. Ostrzelano m.in. Zaporoską Elektrownię Jądrową, uszkadzając transformatory; nastąpiło awaryjne uruchomienie generatorów do zasilania systemów bezpieczeństwa.

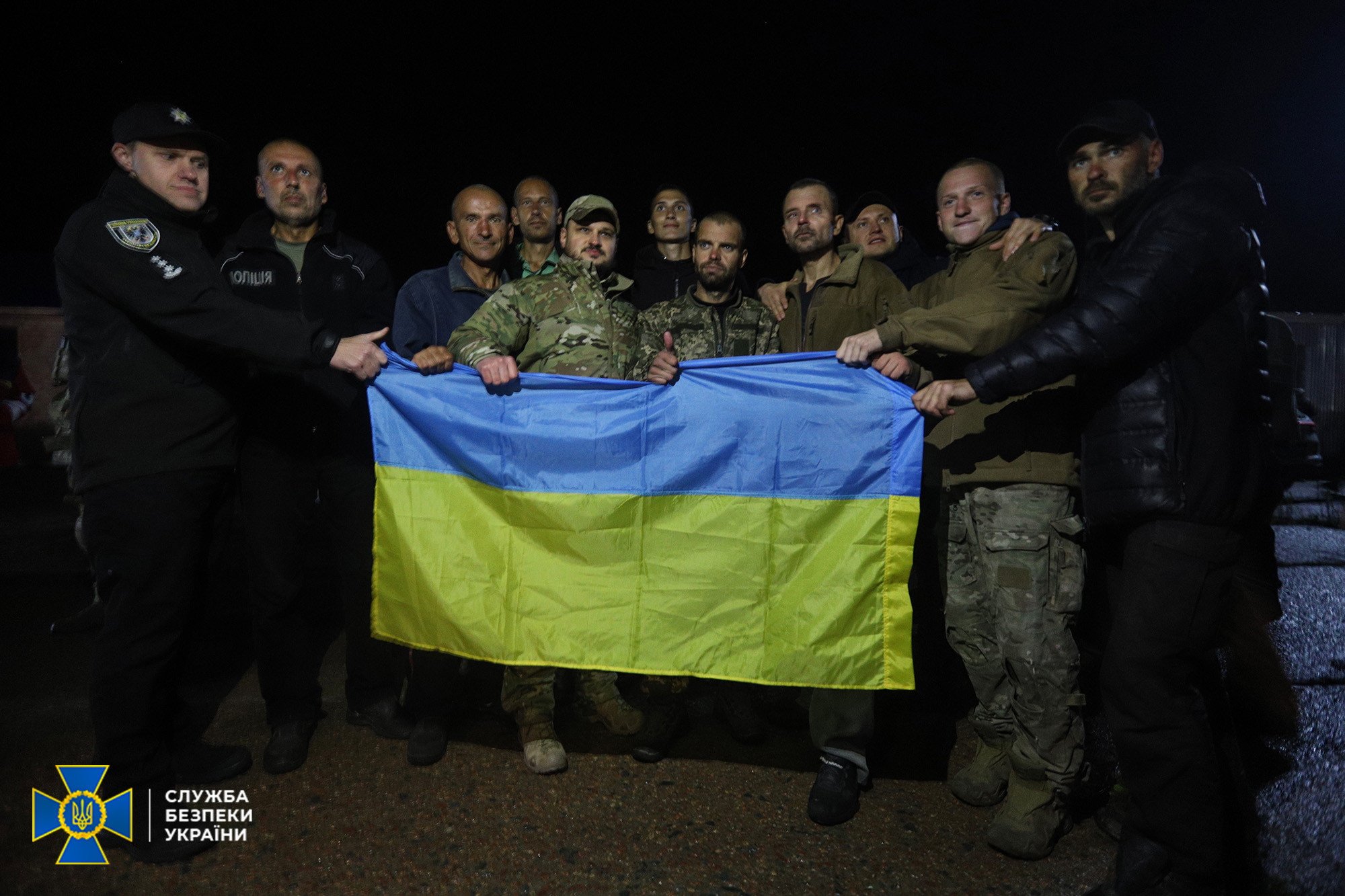
Powrót obrońców Azowstalu na Ukrainę w ramach wymiany jeńców z Rosją

W nagranym wcześniej telewizyjnym wystąpieniu Władimir Putin oficjalnie ogłosił natychmiastową częściową mobilizację. Mimo że w przemówieniu Putin stwierdził, że będą powoływani tylko rezerwiści, głównie ci posiadający doświadczenie wojskowe, oficjalny dekret zezwalał na wcielenie do wojska każdego obywatela FR z wyjątkami dotyczącymi wieku, choroby i statusu pozbawienia wolności. Bojownicy Ługańskiej i Donieckiej Republiki Ludowej mieli być w przyszłości uważani za żołnierzy Federacji Rosyjskiej, a jednostki wojskowe ŁRL i DPR zostaną przegrupowane według rosyjskich standardów. Ponadto Putin groził atakiem jądrowym, mówiąc, że „Rosja użyje wszystkich dostępnych jej instrumentów, aby przeciwdziałać zagrożeniu jej integralności terytorialnej – to nie jest blef”. Minister obrony Siergiej Szojgu stwierdził, że zostanie zmobilizowanych 300 tys. rezerwistów z pominięciem studentów i osób, którzy wcześniej służyli jako poborowi. Przed wysłaniem na front mieli przejść dodatkowe przeszkolenie „z uwzględnieniem doświadczenia specjalnej operacji wojskowej”. Z powodu częściowej mobilizacji, 25 milionów rezerwistów zostało prawnie zobowiązanych do nieopuszczania swojego miejsca zamieszkania. Według informacji organizacji praw obywatelskich OVD-Info, ludzie demonstrowali przeciwko mobilizacji w co najmniej 38 rosyjskich miastach, w wyniku czego ponad 1300 osób zostało aresztowanych; pojawiły się także doniesienia, że protestujących przeciwko wojnie, których aresztowano, również wcielono do wojska.
Brytyjskie MON podało, że Rosjanie będą zmagać się z logistycznymi i administracyjnymi wyzwaniami związanymi z zebraniem 300 tys. rezerwistów do walki na Ukrainie. Prawdopodobnie Rosja będzie próbowała utworzyć nowe formacje, które prawdopodobnie nie będą skuteczne w walce przez wiele miesięcy. Zdaniem Ministerstwa ograniczona mobilizacja będzie bardzo niepopularna wśród rosyjskiego społeczeństwa. Według ISW „ogłoszenie częściowej mobilizacji przez prezydenta Władimira Putina było odzwierciedleniem licznych problemów, z którymi zmagała się Rosja w słabnącej inwazji na Ukrainę”. W opinii Instytutu mobilizacja nie zmieni przebiegu wojny do końca roku i nie wiadomo jak wpłynie na nią w 2023 roku, ponieważ „nie pozwoli na stworzenie istotnych zasobów do walki w ciągu miesięcy”. Tymczasem siły ukraińskie kontynuowały operacje wokół Łymanu oraz przeprowadziły ataki na północ i wschód od Chersonia w ramach kampanii przeciwko rosyjskim zasobom logistycznym, wojskowym i transportowym w obwodzie chersońskim. Z kolei wyznaczone przez Rosjan władze okupacyjne zwiększały środki egzekwowania prawa i filtrowania na zajętych obszarach Ukrainy w ramach przygotowań do pseudoreferendów aneksyjnych. Z kolei OSW poinformował, że główne walki toczyły się w Donbasie. Siły ukraińskie odpierały ataki rosyjskie na Bachmut od południa, południowego i północnego wschodu oraz na miejscowości na zachód od Doniecka. Niepowodzeniem zakończyła próba uderzenia na Biłohirkę wzdłuż rzeki Ingulec. Według doniesień oddziały ukraińskie wkroczyły do miejscowości Jarowa w obwodzie donieckim, a także do Biłohoriwki w obwodzie ługańskim. Rosyjskie artyleria i lotnictwo kontynuowały ataki na pozycje ukraińskie wzdłuż linii frontu oraz w rejony obwodów sumskiego i czernihowskiego. Głównymi celami był Charków, Mikołajów, Nikopol, Słowiańsk oraz okoliczne miejscowości; wzrosła liczba ataków na Krzywy Róg, Oczaków i Zaporoże. Rosjanie przeprowadzili również nieudany atak na tamę Zbiornika Peczeniskiego na Dońcu. Z kolei Ukraińcy ostrzeliwali i bombardowali Nową Kachowkę i Swatowe.
Ministerstwo Spraw Zagranicznych Arabii Saudyjskiej oświadczyło, że Rosja uwolniła 10 zagranicznych jeńców wojennych w wyniku mediacji Muhammada ibn Salmana. Według brytyjskiego ministra zdrowia Roberta Jenricka, wśród uwolnionych więźniów był Shaun Pinner, Aiden Aslin i Saadoun Brahim, którzy zostali skazani na śmierć w DRL. Rekordowa liczba 215 ukraińskich żołnierzy (w tym 108 członków i dowódców pułku „Azow” biorących udział w obronie Azowstalu w Mariupolu) została zwolniona w ramach wymiany więźniów z Rosją po mediacjach tureckiego prezydenta Recepa Tayyipa Erdoğana. Według Zełenskiego, pięciu uwolnionych jeńców pozostanie w Turcji „w całkowitym bezpieczeństwie i w dobrych warunkach” aż do zakończenia wojny. W ramach umowy został zwolniony również Wiktor Medwedczuk, aresztowany przez SBU na początku kwietnia oraz 55 rosyjskich żołnierzy i separatystów.

### 22 września

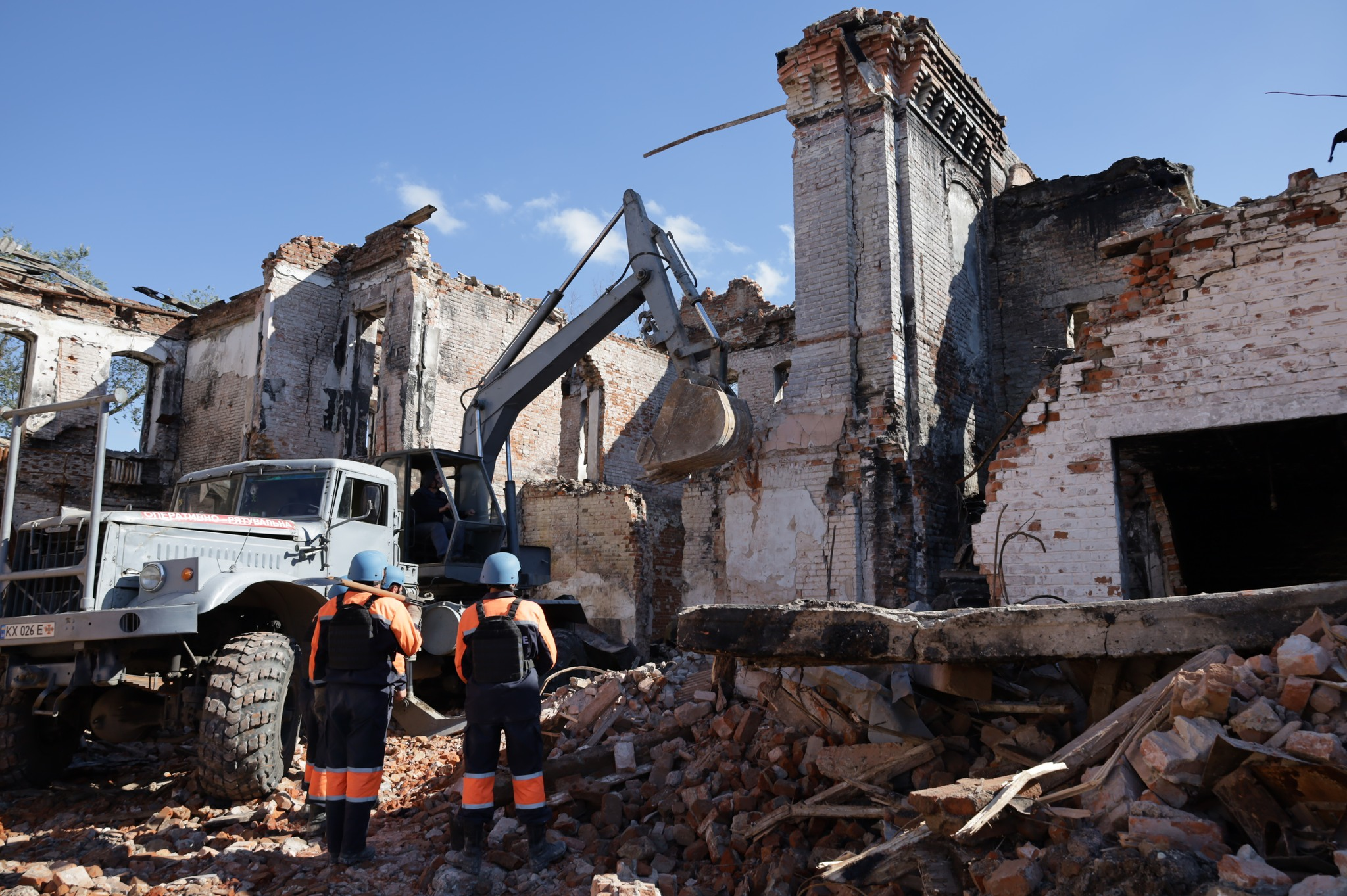
Budynek Realschule z 1882 roku, obecnie szkoła nr 4 w Iziumie po bitwie o miasto

Sztab Ukrainy przekazał, że siły rosyjskie atakowały m.in. w pobliżu niedawno wyzwolonego Kupiańska, jednak ataki zostały odparte, podobnie jak te na zachód i południowy zachód od Doniecka. Ukraińska artyleria ostrzelała trzy rosyjskie składy amunicji, trzy stanowiska artyleryjskie i sześć punktów dowodzenia. W wyniku jednego z ostrzałów w okolicach miejscowości Swatowe został ranny dowódca 144 Dywizji Strzelców Zmotoryzowanych, generał Ołeg Cokow. Ponadto według doniesień trwała także ofensywa ukraińska na Łyman, gdzie Ukraińcy mieli przełamać rosyjską obronę w miejscowościach, znajdujących się 20 km na północ od miasta.
Według brytyjskiego Ministerstwa Obrony w ciągu trzech dni Ukraińcy zabezpieczyli przyczółki na wschodnim brzegu rzeki Oskoł w obwodzie charkowskim. Z kolei w obwodzie donieckim trwały walki, ponieważ wojska ukraińskie atakowały miasto Łyman, które Rosja zajęła w maju tegoż roku. W ocenie ISW władze Rosji jawnie nie przestrzegały kryteriów „częściowej mobilizacji”, które sami narzucili, i prawdopodobnie zmuszały lokalne władze do werbowania kogokolwiek (również studentów i poborowych), byleby osiągnąć wyznaczoną liczbę żołnierzy. Wobec takiego podejścia Kreml prawdopodobnie osiągnie założoną liczbę zmobilizowanych, jednak w efekcie będą to żołnierze o wątpliwej skuteczności w walce. Dodatkowo wywoła to znaczne niezadowolenie w rosyjskim społeczeństwie. Według Instytutu na skutek podejścia władz bardzo często mobilizowane były osoby niebędący etnicznymi Rosjanami oraz mężczyźni ze wspólnot imigranckich; według doniesień niezależnych mediów w Buriacji w 5-tysięcznej miejscowości Kurumkan wezwano do wojska ok. 700 mężczyzn, czyli 25% męskiej populacji. Tymczasem Ukraińcy kontynuowali ograniczoną kontrofensywę wzdłuż granicy obwodu charkowsko–ługańskiego i kontynuowali ataki na Łyman. Z kolei siły rosyjskie przeprowadziły ograniczone ataki wzdłuż linii frontu w obwodzie donieckim i kontynuowały ataki w całym zachodnim obwodzie zaporoskim.

### 23 września

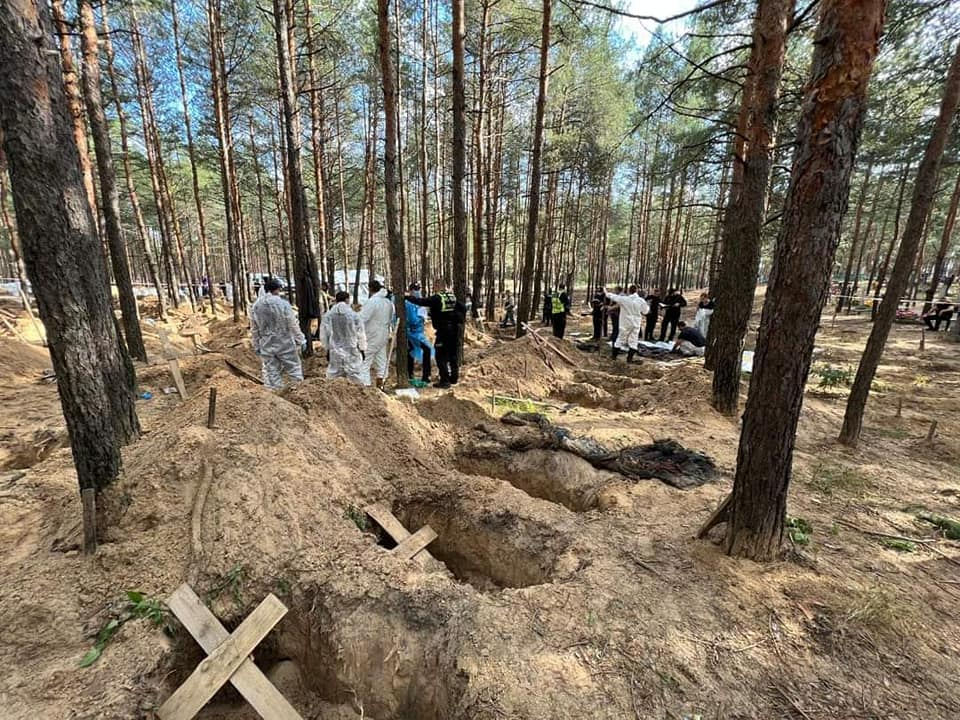
Masowe groby dla ponad 400 osób w Iziumie. Po wyzwoleniu miasta 16 września śledczy przystąpili do pracy. 23 września zakończono ekshumację.

Ukraińskie Siły Zbrojne przejęły kontrolę nad miejscowością Jaćkiwka (obwód doniecki), znajdującą się na wschód od rzeki Oskił, która stanowiła dużą część linii frontu wschodniego. Według ukraińskiego SG w ciągu ostatniej doby Rosjanie zaatakowali ponad 60 miejscowości, atakując przy pomocy artylerii, czołgów i moździerzy w pobliżu Siewierska, Słobożańska, Kramatorska, Bachmutu, Awdijiwki, Nowopawliwki i Zaporoża. Ostrzelali również Odessę (dwie osoby zginęły, a dwie zostały ranne) i Mikołajów. Z kolei ukraińska artyleria lufowa i rakietowa atakowała siły rosyjskie m.in. w okolicach Spirnego, Sołedaru, Bahmutu i Awdijiwki oraz ostrzelała sześć punktów dowodzenia, 20 miejsc koncentracji żołnierzy i sprzętu oraz trzy stanowiska przeciwlotnicze. Z kolei okupowane przez Rosję regiony ukraińskie przeprowadziły referenda ws. przyłączenia się do FR. Prezydent USA Joe Biden i kanclerz Niemiec Olaf Scholz nazwali je „fikcją”. Zdaniem SG Ukrainy ze względu na niski poziom frekwencji pracownicy komisji wraz z żołnierzami rosyjskimi próbowali zmusić obywateli do głosowania bezpośrednio w ich miejscach zamieszkania.
W Iziumie zakończono ekshumację zabitych przez Rosjan osób z masowych grobów. Łącznie ekshumowano 436 ciał, z czego większość z nich nosiła ślady gwałtownej śmierci, a 30 miała ślady tortur. Z ziemi wydobyto 427 ciał, z których 202 to kobiety, a pięć należało do dzieci.
Brytyjskie Ministerstwo Obrony podało, że 21/22 września 2022 roku Rosjanie atakowali tamę peczeniską na Dońcu przy użyciu rakiet krótkiego zasięgu lub podobnej broni. W związku z niepokojem rosyjskich dowódców o swoje niepowodzenia operacyjne, prawdopodobnie próbowali atakować zaporę w celu zalania ukraińskich przejść wojskowych, jednak była mała szansa, aby te ataki w znaczący sposób zakłóciły działania ukraińskie. Według ISW rozbieżności pomiędzy treścią dekretu a wypowiedziami Władimira Putina i Siergieja Szojgu, zaostrzały napięcia społeczne. W opinii Instytutu Kreml zamierzał zmobilizować 1,2 mln, a nie 300 tys. mężczyzn do 10 listopada. Mobilizacja już w pierwszych dniach borykała się z systemowymi problemami, budząc powszechne niezadowolenie i stwarzając warunki do wytworzenia sił niezdolnych do realizacji zadań postawionych przez prezydenta Rosji. W ciągu pierwszych 48h od ogłoszenia mobilizacji dochodziło do masowych podpaleń komisji wojskowych, ucieczek, protestów i aktów wandalizmu. Ponadto według doniesień mobilizowane były osoby niespełniające kryteriów, postawionych przez władze; m.in. wezwania otrzymywali starsi, studenci, cywile bez doświadczenia, pracownicy przemysłu zbrojeniowego i lotnisk oraz osoby z chorobami przewlekłymi. Tymczasem siły ukraińskie kontynuowały posuwanie się na północ i północny zachód od Łymanu, z kolei Rosjanie kontynuowali nieudane ataki w pobliżu Bachmutu i na północny zachód od Doniecka. OSW poinformował, że walki w Donbasie miały miejsce na kilku kierunkach: Bachmutu, Siewierska, Marjinki i Łymanu. Rosjanie przeprowadzili także nieudane ataki w rejonie Kupiańska. Siły rosyjskie w dalszym ciągu prowadziły ostrzał i bombardowania pozycji sił ukraińskich wzdłuż linii frontu. Rosjanie atakowali Charków, Słowiańsk, Kramatorsk, Zaporoże, Nikopol, Mikołajów i Oczaków oraz mniejsze okoliczne miejscowości. Z kolei ukraińska artyleria i lotnictwo atakowały pozycje Rosjan w obwodzie chersońskim (m.in. most Kachowski) i ługańskim.

### 24 września

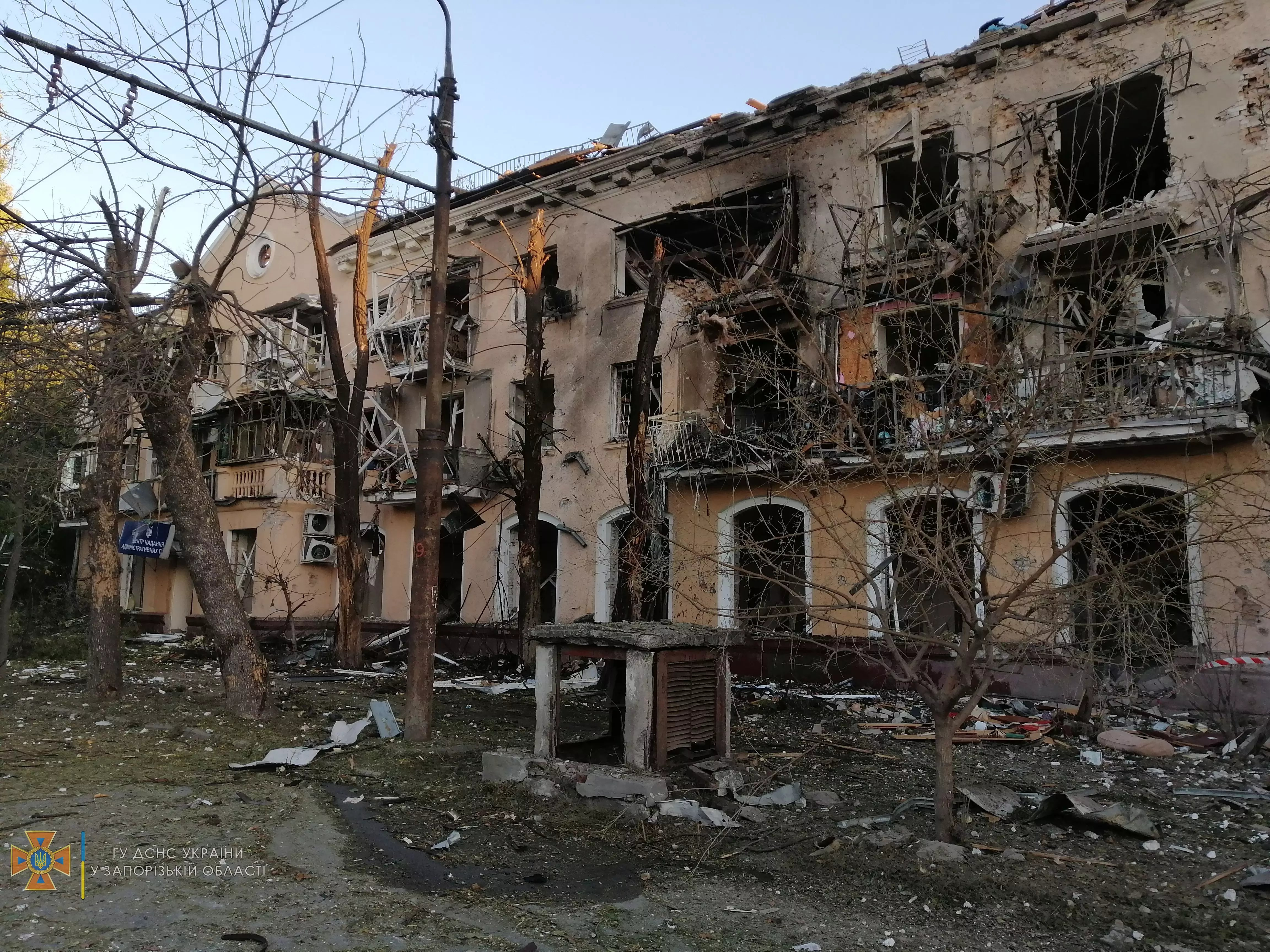
Zaporoże po nocnym rosyjskim ostrzale; jedna osoba zginęła

Niezależny rosyjski serwis Meduza stwierdził, że ukraińska kontrofensywa na wschodnim froncie nadal trwała oraz prawdopodobnie „armia ukraińska znalazła słaby punkt i przebiła się przez rosyjskie umocnienia na styku obwodów charkowskiego, donieckiego i ługańskiego”. Z przyczółków w Świętogórsku (Swiatohirśku) i w pobliżu rzeki Oskoł Ukraińcy rozpoczęli kolejny atak, zajmując miejscowość Jaćkiwka i posuwając się 20 km na wschód, do wsi Ridkodub. Według Meduzy w tym rejonie znajdowały się duże siły ukraińskie, które zdołały przenieść ciężki sprzęt i artylerię na wschodni brzeg rzek Doniec i Oskoł. The New York Times, powołując się na ocenę dokonaną przez służby amerykańskie, podał, że rosyjscy dowódcy wojskowi w Chersoniu poprosili o uporządkowany odwrót przez Dniepr, jednak prezydent Putin nie wyraził zgody. Z kolei rosyjski wiceminister obrony generał Dmitrij Bułgakow został usunięty ze stanowiska i zastąpiony przez generała pułkownika Michaiła Mizincewa; będzie odpowiadał głównie za logistykę wojsk lądowych.
Według ISW minister obrony Szojgu twierdził, że mobilizacja jest częściowa, natomiast Władimir Putin naciskał, aby została przeprowadzona szybko, w wyniku czego nie było wiadomo kto został powołany. Według doniesień Ministerstwo Obrony udzieliło komisarzom wojskowym reprymendy w związku z powoływaniem osób, które miały być zwolnione z mobilizacji. Zdaniem Instytutu odpowiedzialność za mobilizację była podzielona i skomplikowana, co dodatkowo zwiększało zamieszanie i dezorganizację. Ponadto Rosja mogła przygotowywać się do przymusowej mobilizacji ukraińskich jeńców wojennych, co byłoby naruszeniem Konwencji Genewskiej. Tymczasem na froncie siły ukraińskie w dalszym ciągu osiągali postępy wzdłuż granicy obwodów charkowskiego i ługańskiego oraz na północny zachód od Łymanu. Ukraińscy urzędnicy informowali także, że działania wojsk na południu wciąż obniżały rosyjskie zdolności bojowe w regionie. Źródła rosyjskie podały trzy miejsca, w których Ukraińcy prowadzili ataki lądowe w obwodzie chersońskim: na północny obwodu, na zachodzie w pobliżu rzeki Ingulec i na północnym zachodzie Chersonia. Z kolei siły rosyjskie przeprowadziły ataki w okolicach Bachmutu, Doniecka i w zachodniej części obwodu donieckiego. Ponadto władze rosyjskie na zajętych terenach wciąż zmuszały mieszkańców do udziału w pseudoreferendach.

### 25 września
Brytyjskie MON podało, że pierwsze transze powołanych Rosjan zaczęły napływać do baz wojskowych. Armia rosyjska zapewniała żołnierzom jedynie wstępne i podstawowe szkolenie w ramach wyznaczonych jednostek operacyjnych, a nie w ośrodkach szkoleniowych. Zazwyczaj jeden batalion w każdej rosyjskiej brygadzie pozostawał w garnizonie w celu zapewnienia kadry instruktorów do szkolenia rekrutów i uzupełnień. Jednakże podczas inwazji Rosja wysłała wiele z tych batalionów na front, w wyniku czego wielu ze zmobilizowanych żołnierzy nie będzie miało żadnego doświadczenia wojskowego. Brak instruktorów oraz pośpiech, z jakim rozpoczęto mobilizację, sugerował, że wiele ze zmobilizowanych oddziałów wyruszyło do walki z minimalnym przygotowaniem, co mogło skutkować wysokim wskaźnikiem strat. W opinii ISW zarządzona w Rosji mobilizacja nie wpłynie na przebieg wojny na Ukrainie w 2022 roku i prawdopodobnie nie będzie miała dużego wpływu na rosyjskie zdolności militarne w 2023, twierdząc również, że „Rosja zmobilizuje na ten konflikt rezerwistów. Ten proces będzie brzydki, jakość rezerwistów niska, a ich motywacja do walki jeszcze gorsza”. Według analityków rosyjskie SZ nie były przygotowane do skutecznej mobilizacji na dużą skalę co najmniej od 2008 roku oraz nie budowały sił potrzebnych do szybkiego poboru i osiągnięcia skutku na polu bitwy. W ciągu ostatniego roku Putin przeprowadził co najmniej cztery próby mobilizacji, które wyczerpały pulę dostępnych i gotowych do walki rezerwistów, z kolei „częściowa mobilizacja” dotyczyła Rosjan, którzy nie chcieli walczyć i nie zaciągnęli się na ochotnika. Tymczasem siły ukraińskie wyzwoliły miasto Szewczenko w obwodzie donieckim i prawdopodobnie kontrolowały Malijiwkę w obwodzie charkowskim. Ukraińcy przeprowadzili również ataki na rosyjskie pozycje wokół Karpiwki, Nove, Ridkodubu i Nowoserhijwki w obwodzie donieckim. Źródła rosyjskie podały, że Rosjanie zaatakowali kwaterę główną ukraińskiego Dowództwa Operacyjnego Południe w Odessie za pomocą dronów Shahed-136. Dowództwo potwierdziło atak dronów, jednak zaprzeczyli atakom na kwaterę.

### 26 września

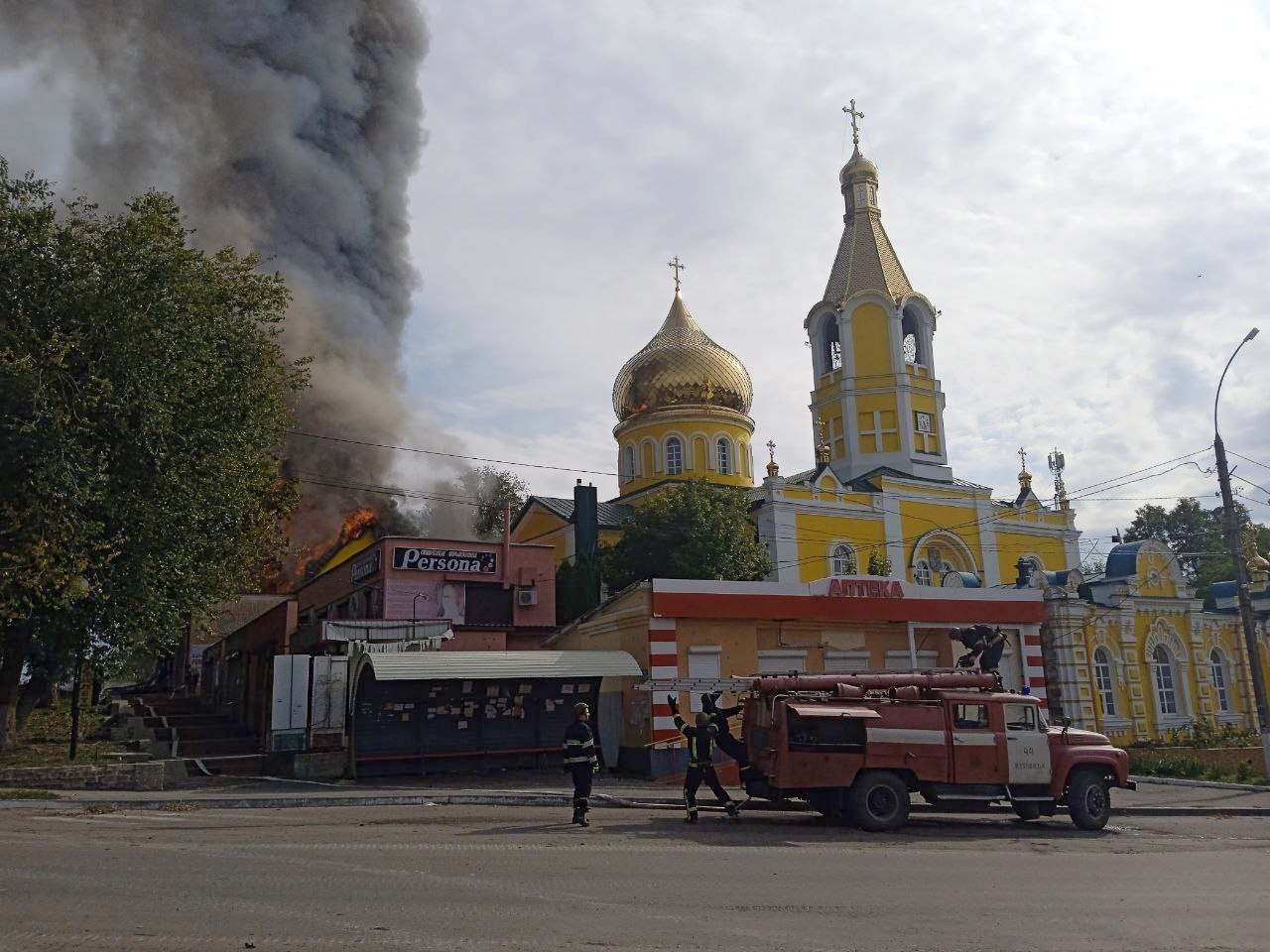
Cerkiew św. Mikołaja w Kupiańsku po rosyjskim ostrzale. Na powierzchni 500 m² zapaliła się szkoła kościelna i sklep; jedna osoba została ranna.

W ramach wschodniej kontrofensywy siły ukraińskie kontynuowały budowę przyczółków w kilku miejscach na wschód od rzeki Oskoł, a Rosjanie zostali odepchnięci, zwłaszcza w północno-zachodniej części Łymanu, który był okupowany. Według ukraińskiego rządu w odbitym mieście Izium znaleziono dwa kolejne masowe groby z setkami zabitych. SG Ukrainy podał, że w ciągu ostatnich 24h Rosjanie przeprowadzili 9 ataków rakietowych, 22 naloty i 90 ostrzałów, w związku z czym ok. 50 miejscowości ucierpiało w wyniku pożaru, m.in. Słowiańsk, Kramatorsk, Krzywy Róg, Nikopol i Mikołajów. Na kierunku wołyńskim, poleskim i siewierskim sytuacja pozostała bez zmian. Na innych kierunkach siły rosyjskie kontynuowały ostrzał z artylerii, czołgów i moździerzy. Z kolei siły ukraińskie przeprowadziły ataki na południu kraju, m.in. w Chersoniu i w okolicy Czernihówki zniszczono 12 sztuk sprzętu, a 50 żołnierzy rosyjskich zostało rannych. Szef administracji wojskowej Dniepru Walentyn Rezniczenko poinformował, że Rosjanie zniszczyli lotnisko w Krzywym Rogu oraz przeprowadzili 30 nalotów. Ostrzelali również infrastrukturę cywilną w Nikopolu, Margańcu i Czerwonohryhorówce. Podano również, że Kupiańsk (oraz kilka mniejszych miejscowości) został całkowicie wyzwolony.
Według ISW władze rosyjskie ogłoszą włączenie zajętych terenów do FR ok. 1 października 2022 roku, a w wyniku tego Rosjanie będą mogli przymusowo wcielić ukraińskich cywilów do wojska. Z kolei władze rosyjskie na Krymie ogłosiły, że zmobilizowano 2 tys. mężczyzn. W Rosji w dalszym ciągu dochodziło do protestów przeciwko mobilizacji, które były tłumione przez policję. Dochodziło również do incydentów związanych z mobilizacją, w tym prób samookaleczeń, samospaleń czy postrzelenia komisarza lokalnej komisji wojskowej. Tymczasem według doniesień Ukraińcy zniszczyli rosyjski punkt dowodzenia i szkolenia na Mierzei Kinburnskiej, z którego prowadzono ataki irańskimi dronami; w wyniku ataku zginęło ok. 40 Rosjan i ok. 20 Irańczyków, szkolących rosyjskich żołnierzy w obsłudze dronów. Siły ukraińskie kontynuowały również postępy na północ od Łymanu i na wschodnim brzegu rzeki Oskił oraz atakowały rosyjskie lądowe linie komunikacyjne w ramach południowej kontrofensywy. Z kolei Rosjanie prowadzili ataki wokół Bachmutu i na zachód od Doniecka. Natomiast władze okupacyjne zaczęły ogłaszać wyniki pseudoreferendów aneksyjnych, powołując się na rażąco zafałszowane liczby frekwencji. Z kolei OSW podał, że główne walki toczyły się w Donbasie. Rosjanie zbliżyli się do Bachmutu od północnego wschodu, jednak byli odpierani na jego obrzeżach. Niepowodzeniem zakończyły się próby ataków na miasto od wschodu i południe od niego. Trwały walki o miejscowości na północny wschód od Bachmutu, na południe i południowy wschód od Siewierska oraz na północ od Gorłówki. Siły rosyjskie wznowiły także atak w zachodniej części obwodu donieckiego. Ukraińcy odparli ataki na północ i zachód od Doniecka i kontynuowali ataki w rejonie Łymanu. Niepowodzeniem zakończyło się rosyjski atak na wschodni Kupiańska. Rosyjska artyleria kontynuowała ostrzał pozycji sił ukraińskich wzdłuż linii frontu. Atakowany był Charków i wyzwolone obszary obwodu charkowskiego, Mikołajów, Oczaków i Zaporoże wraz z miejscowościami na południowy wschód. Głównym celem artylerii i lotnictwa ukraińskiego były pozycje i zaplecze rosyjskie w obwodzie chersońskim, m.in. most Kachowski i przeprawy w pobliżu Nowej Kachowki. Z kolei ukraińscy partyzanci przeprowadzili ataki w okolicach Mariupola, Berdiańska i Melitopola.

### 27 września
Ukraińskie SZ wyzwoliły wsie Kupjanśk-Wuzłowyj i Pisky-Rad´kiwśki w obwodzie charkowskim; ok. 6% obwodu pozostawało pod okupacją rosyjską. Według SG Ukrainy Rosjanie w dalszym ciągu koncentrowali się na utrzymaniu pozycji w obwodzie donieckim i przeciwdziałaniu ukraińskiej kontrofensywie. W kilku miejscach próbowali odzyskać utracone pozycje. Przeprowadzili ataki artyleryjskie i rakietowe na ponad 40 miejscowości poza linią frontu; w ciągu ostatniej doby zaatakowali Charków, Słowiańsk, Kramatorsk, Mikołajów i Awdijiwkę. Z kolei siły ukraińskie przeprowadziły 17 nalotów i 12 ostrzałów artyleryjskich na pozycje rosyjskie. Sztab podał także, że jednostki rosyjskie rozpoczęły przyjmowanie niedawno zmobilizowanych rekrutów, którzy bez przeszkolenia uzupełniali stan liczebny oddziałów na froncie, w tym dywizji pancernych i jednostek piechoty. Strona ukraińska podała, że rosyjski ostrzał w Perwomajskim zabił osiem osób, a ostrzały Kramatorska, Słowiańska i Torećka zabiły trzy osoby i raniły 14.
Ogłoszono wyniki referendów (powszechnie uznawanych za fałszywe) na terytoriach okupowanych, które opowiadały się za aneksją do Rosji, przy czym obwód doniecki na 99,23%, ługański 98,42%, chersoński 87,05% i zaporoski 93,11%. Zaplanowano także głosowania w obwodach mikołajowskim i charkowskim, jednak nie przeprowadzono ich z powodu ograniczonej kontroli terytorium.
Prawie 200 tys. obywateli Rosji, głównie mężczyzn i ich rodzin, opuściło Rosję w ramach tzw. „masowego exodusu”, po ogłoszeniu mobilizacji 300 tys. obywateli do udziału w wojnie na Ukrainie. Wiele osób wyjechało do Kazachstanu, Serbii, Gruzji i Finlandii. Według Frontexu od 21 września do UE wjechało prawie 66 tys. Rosjan, z kolei kazachskie władze migracyjne poinformowały o wjeździe ok. 98 tys. obywateli rosyjskich.
Brytyjskie Ministerstwo Obrony podało, że Ukraińcy w ostatnich dniach wzmogli ataki na wschodzie kraju, dokonując powolnych postępów na dwóch osiach na wschód od rzek Oskoł i Doniec, natomiast Rosjanie bardziej zdecydowanie się bronili, prawdopodobnie ze względu na to, że ukraiński atak zagrażał części obwodu ługańskiego. Ponadto ciężkie walki toczyły się w rejonie Chersonia. Siły rosyjskie kontynuowały także próby posuwania się w kierunku Bachmutu. W ocenie ISW Rosja może ogłosić 30 września br. aneksję zajętych terytoriów oraz podjąć próbę przeformułowania inwazji na „operację antyterrorystyczną”. Według mediów rosyjskich okupowane obszary wejdą w skład tzw. „Krymskiego Okręgu Federalnego”, na którego czele stanie Dmitrij Rogozin. Instytut stwierdził także, że mężczyźni zmobilizowani w Zachodnim Okręgu Wojskowym byli wysyłani na front w obwodach charkowskim i chersońskim po przejściu jedno- czy dwudniowych szkoleń. Tymczasem Ukraińcy konsolidowali swoje pozycje na wschodnim brzegu rzeki Oskoł i osiągnęli dalsze postępy na obrzeżach łymanu oraz atakowali rosyjskie linie komunikacyjne na południu kraju, głównie zakłócając próby budowania przepraw barkowych. Z kolei Rosjanie kontynuowali nieudane ataki wokół Bachmutu i na zachód od Doniecka oraz zniszczyli ukraińskie lotnisko w Krzywym Rogu i kontynuowali ataki powietrzne/rakietowe na całą południową Ukrainę. Ponadto rosyjscy urzędnicy przygotowywali się do przymusowej mobilizacji ukraińskich cywilów na terenach okupowanej Ukrainy.

### 28 września

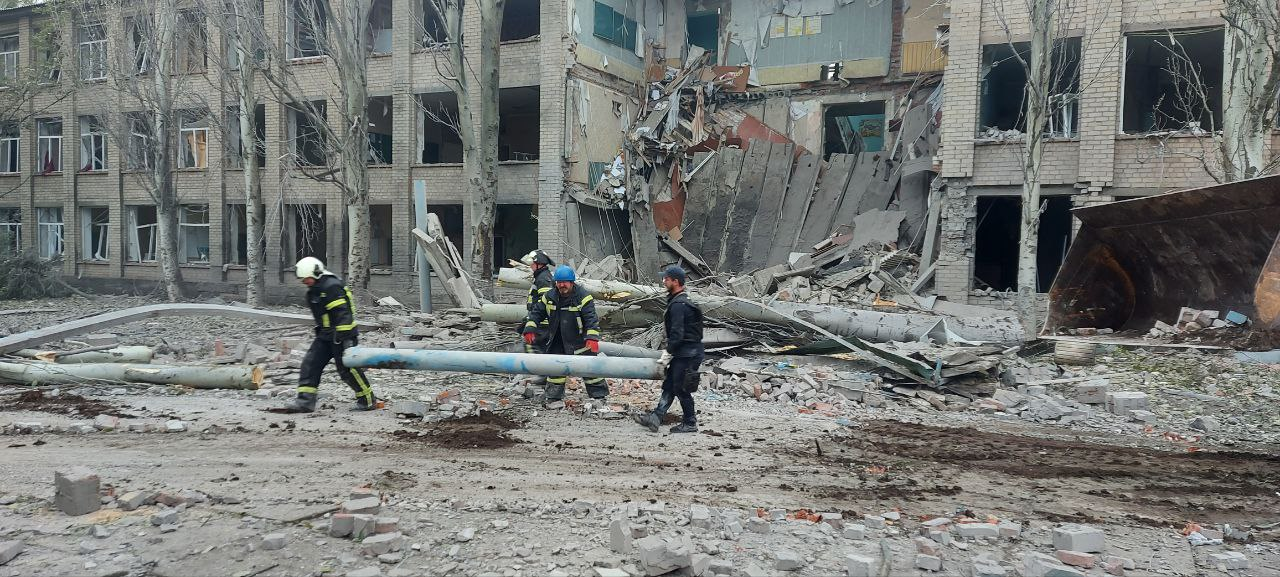
1. szkoła w Mykołajiwce po nocnym rosyjskim ostrzale; jedna osoba zginęła

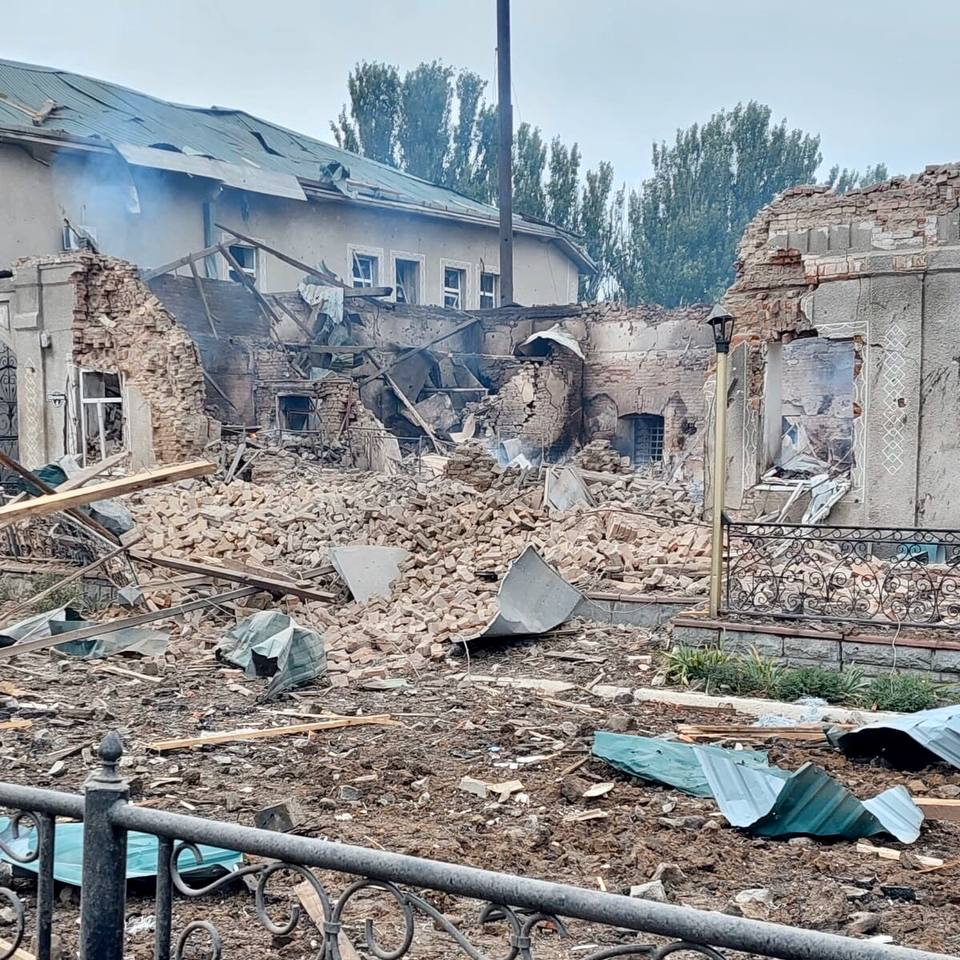
Dawny dom kupca Borysa Karmanowa (1900) i jego zabudowania gospodarcze w Hulajpolu po rosyjskim ostrzale

Stany Zjednoczone ogłosiły pakiet pomocy dla Ukrainy w wysokości 1,1 miliarda dolarów, w skład którego weszło: 18 systemów artyleryjskich M142 HIMARS wraz z amunicją, 150 pojazdów opancerzonych HMMWV, 150 pojazdów taktycznych do holowania broni, 40 ciężarówek i 80 przyczep, 22 radary i systemy przeciwdronowe oraz sprzęt łączności.
Ukraińska policja odnotowała co najmniej 582 zbrodnie wojenne popełnione przez Rosję na okupowanych obszarach obwodu charkowskiego.
Według brytyjskiego MON w ciągu ostatniego tygodnia od ogłoszenia „częściowej mobilizacji” miał miejsce eksodus Rosjan chcących uniknąć powołania, głównie osób dobrze sytuowanych, wykształconych i rezerwistów. Ilość wyjeżdżających prawdopodobnie przekroczyła „wielkość całkowitych sił inwazyjnych, jakie Rosja wystawiła w lutym 2022 roku”. Zdaniem ISW rosyjskie dowództwo nie było gotowe na porażkę swoich wojsk pod Łymanem, pomimo rosnących obaw blogerów wojskowych, dot. otoczenia sił rosyjskich przez Ukraińców. Siły ukraińskie posuwały się na północ, zachód i północny wschód od Łymanu oraz zmierzały do otoczenia Rosjan w rejonie miasta i wzdłuż Dońca. Ponadto Rosja kontynuowała wysyłanie świeżo zmobilizowanych i niewyszkolonych rekrutów w celu uzupełnienia przetrzebionych oddziałów. Tymczasem Ukraińcy dokonali znaczących postępów wokół Łymana, posuwając się od północy wzdłuż łuku Zelena Dolina–Kołodiazi i od południowego wschodu wokół Jampilu. Ukraińcy urzędnicy zachowali również ciszę operacyjną dot. działań ukraińskich w obwodzie chersońskim, podając jedynie, że siły ukraińskie kontynuowały ataki w nieokreślonych lokalizacjach, aby skonsolidować i poprawić swoje pozycje na froncie południowym. Z kolei Rosjanie kontynuowali nieudane ataki lądowe w obwodzie donieckim. Ponadto władze rosyjskie zaczęły ograniczać przemieszczanie się obywateli rosyjskich do regionów przygranicznych, aby poradzić sobie z setkami tys. mężczyzn próbujących uciec z kraju.
Z kolei OSW poinformował, że sytuacja militarna nie zmieniła się. Rosjanie kontynuowali ataki na pozycje ukraińskie na wschodnich obrzeżach Bachmutu oraz na północny i południowy wschód oraz na południe od miasta. Walki toczyły się też na południe i południowy wschód od Siewierska, na północ i zachód od Gorłówki oraz na północ i zachód do Doniecka. Armia próbowała przełamać pozycje rosyjskie w okolicach Łymanu. Siły rosyjskie podjęły próbę natarcia na pozycje ukraińskie na łączeniu obwodów chersońskiego i mikołajowskiego. Rosyjskie artyleria i lotnictwo atakowały pozycje ukraińskie wzdłuż linii frontu i przygraniczne rejony obwodów czernihowskiego i sumskiego. W wyniku ostrzału wyzwolonych rejonów obwodu charkowskiego Ukraina zintensyfikowała ewakuację ludności. Głównym celem ataków był m.in. Charków, Mikołajów, Nikopol, Zaporoże Słowiańsk i Kramatorsk. Siły ukraińskie ostrzeliwały i bombardowały pozycje i zaplecze rosyjskie w obwodzie chersońskim.

### 29 września
Według SG Ukrainy w ciągu ostatnich 24h Rosjanie przeprowadzili pięć ataków rakietowych, 11 nalotów i 100 ostrzałów artyleryjskich na cele wojskowe i cywilne w prawie 50 miastach i wsiach na Ukrainie, m.in. Bachmucie, Słowiańsku, Krzywym Rogu i Mikołajowie. Z kolei ukraińskie lotnictwo przeprowadziło 29 ataków powietrznych na pozycje rosyjskie. Rzecznik Sztabu Ołeksandr Sztupun stwierdził, że siły rosyjskie koncentrowały się na zajęciu całego obwodu donieckiego i utrzymaniu okupacji zajętych terenów. Dodał również, że w ciągu ostatnich dni zginęło ok. 190 rosyjskich żołnierzy, zniszczono pewną liczbę sprzętu wojskowego, w tym system rakietowy S-300. Ponadto mieszkańcy zajętych obszarów byli zmuszani do przyjmowania obywatelstwa i paszportów FR.
Rosyjski rząd ogłosił, że ukraińskie regiony, w których wcześniej odbywały się pozorowane referenda, zostaną „włączone” do terytorium Rosji. Według rzecznika rządu Dmitrija Pieskowa, prezydent Władimir Putin podpisze 30 września porozumienie o włączeniu regionów do Federacji Rosyjskiej. Wieczorem rosyjskie Biuro Prezydenta ogłosiło, że Putin podpisał dekrety uznające suwerenność i niezależność obwodu chersońskiego i zaporoskiego. Prezydent Wołodymyr Zełenski wezwał ludność rosyjską, zwłaszcza Rosjan powołanych do służby wojskowej, do oporu wobec rządu rosyjskiego.
W opinii ISW Białoruś miała pomóc Rosji w szkoleniu jednostek tworzonych w ramach mobilizacji, jednak wciąż było mało prawdopodobne, aby sama bezpośrednio włączyła się do wojny; według wywiadu ukraińskiego Białoruś przygotowywała kwaterunek dla 20 tys. rosyjskich poborowych. Sztab generalny Ukrainy podał także, że nie było dowodów, aby Rosja tworzyła na Białorusi formację mającą zaatakować północ Ukrainy. Tymczasem Ukraińcy prawdopodobnie zakończyli okrążanie rosyjskiego zgrupowania w pobliżu Łymanu i przerywanie rosyjskich linii komunikacyjnych na obszarze Drobyszewe–Łyman. W obwodzie chersońskim siły ukraińskie nadal atakowały rosyjskie zasoby logistyczne, transportowe i wojskowe. Z kolei ukraińscy urzędnicy stwierdzili, że siły rosyjskie rozmieszczały nowo zmobilizowane oddziały w celu wzmocnienia linii frontu w obwodzie chersońskim. Rosjanie kontynuowali także ataki lądowe w obwodzie donieckim i zwiększyli użycie irańskich dronów Shahed-136 na południu kraju.

### 30 września

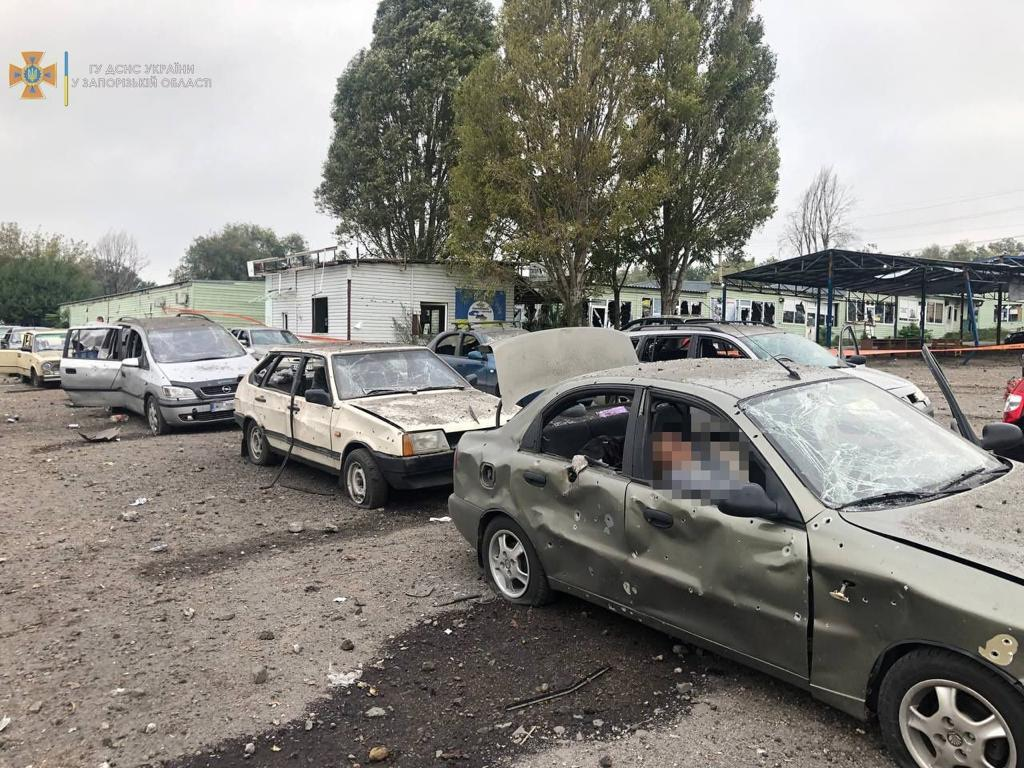
W wyniku ostrzału konwoju humanitarnego w Zaporożu zginęło 31 osób, a 88 zostało rannych.

Według doniesień ukraińskich i rosyjskich Ukraińcy robili postępy na froncie charkowskim. W południe armia ukraińska podała, że miasteczko Jampil, o które toczyły się walki od ok. miesiąca, zostało odbite. Na froncie w Donbasie po kilkudniowej operacji siły ukraińskie kończyły okrążanie rosyjskiego zgrupowania (ok. 3–5 tys. żołnierzy) w mieście Łyman. Rzecznik Wschodniego Zgrupowania armii ukraińskiej Serhij Czerewatyj stwierdził, że „operacja wojsk ukraińskich pod Łymanem była bliska ukończenia. Pod kontrolą ogniową sił zbrojnych Ukrainy były faktycznie wszystkie podejścia i trasy logistyczne przeciwnika, którymi dostarczał amunicję i ludzi, walki jeszcze trwały”. SG Ukrainy podał, że w ciągu doby Rosjanie przeprowadzili cztery ataki rakietowe, 15 nalotów i ok. 85 ostrzałów, atakując ponad 50 miejscowości. Wzdłuż linii frontu siły rosyjskie prowadziły ostrzał z artylerii, czołgów i moździerzy. Z kolei Ukraińcy odparli w ciągu 24h ataki w okolicy Nju-Jorka, Zajcewego i Sołedaru. Lotnictwo ukraińskie przeprowadziło 11 ataków na rosyjskie pozycje. Ponadto wojska rakietowe i artyleria atakowały rosyjskie punkty dowodzenia, magazyny amunicji, stanowiska rakietowe, przeprawy wodne i stacje walki radioelektronicznej.
Na obrzeżach Zaporoża siły rosyjskie ostrzelały pociskami S-300 konwój cywilnych samochodów, w wyniku czego zginęło 31 osób, a 88 zostało rannych; strona rosyjska podała, że za atakiem stali Ukraińcy. W ciągu ostatniej doby w obwodzie donieckim zginęło ośmiu cywilów, a 17 zostało rannych.
Podczas uroczystego spotkania Władimir Putin podpisał traktaty anektujące do Rosji obwody chersoński, zaporoski, ługański i doniecki. W przemówieniu ogłosił, że są to teraz „cztery nowe regiony” FR. Kilka godzin wcześniej rzecznik rządu Dmitrij Pieskow oświadczył, że nadal istniała potrzeba wyjaśnień ws. granicy obwodów chersońskiego i zaporoskiego. Według Pieskowa „Republiki Ludowe” Doniecka i Ługańska zostałyby uznane za terytoria rosyjskie „w granicach z 2014 roku”. W Radzie Bezpieczeństwa ONZ Rosja, jako stały członek Rady, zawetowała rezolucję potępiającą aneksję jako naruszenie prawa międzynarodowego. Następnie kilka godzin po aneksji ukraiński prezydent Zełenski wystąpił o przyspieszone członkostwo Ukrainy w NATO.
Według ISW prezydent Putin ogłosił nielegalną aneksję czterech regionów Ukrainy, lecz nie określił dokładnych granic tych terenów. Zdaniem ekspertów „rosyjscy urzędnicy mogli określić granice i przydziały administracyjne, jednak mierzyli się z problemem sił ukraińskich wciąż kontrolujących duże obszary obwodów donieckiego i zaporoskiego oraz niektóre obwodów ługańskiego i chersońskiego. To rzeczywistość wojskowa, która raczej nie zmieni się w nadchodzących miesiącach”. Putin ogłosił także, że jesienny pobór do wojska rozpocznie się 1 listopada br. Tymczasem w opinii ISW w ciągu 72h siły ukraińskie prawdopodobnie odbiją lub otoczą zajęty przez siły rosyjskie Łyman, spod którego Rosjanie zaczęli się wycofywać, opuszczając tamtejsze pozycje. Zdaniem rosyjskich źródeł Rosjanom została jedna droga ucieczki, w kierunku Torśkego, jednak ona również była blokowana przez artylerię ukraińską. Ukraińscy urzędnicy nadal zachowywali ciszę operacyjną dot. ataków w obwodzie chersońskim, jednak stwierdzili, że siły rosyjskie były zmuszone do obrony swoich pozycji. Z kolei Rosjanie kontynuowali ataki lądowe w obwodzie donieckim. Ponadto władze rosyjskie nadal wysyłały zmobilizowanych żołnierzy na Ukrainę bez odpowiedniego przeszkolenia i sprzętu.